# Hezbollah
Pour les articles homonymes, voir Kataeb Hezbollah, Harakat Hezbollah al-Nujaba, Hezbollah du Hedjaz, Hizbullah (Indonésie) et Hezbollah turc.
Le Hezbollah (arabe : حِزْبُ الله ḥizbu-llāh, « Parti d'Allah »), aussi appelé le Parti de Dieu, est  un parti politique et un groupe paramilitaire islamiste chiite libanais. Le Hezbollah est classé organisation terroriste par de nombreux États, toutefois le Liban conteste cette qualification.
Fondé à la suite de l'intervention israélienne au Liban en 1982 pendant la guerre du Liban, il ne se révèle publiquement qu'en février 1985,. Il se présente alors comme un groupe de résistance contre l'occupation israélienne du Sud-Liban.
Durant cette période, il multiplie les prises d'otages et les attentats, notamment contre les États-Unis, l'Union soviétique, l'Arabie saoudite et la France,, dans le but de faire pression pour que les forces armées des puissances étrangères (qui soutiennent également Saddam Hussein contre l'Iran) quittent le Liban. Après leur départ du Liban, il se concentre sur Israël, qui avait envahi le pays quelques années plus tôt, et sur les collaborateurs de l'armée du Liban sud. Dans le même temps, plusieurs membres du Hezbollah prennent part à la guerre Iran-Irak en rejoignant les milliers de volontaires chiites de tous pays partis en guerre contre le régime irakien de Saddam Hussein.
Le Hezbollah repose sur le chiisme duodécimain. Il a comme idéologie les thèses religieuses et politiques de Rouhollah Khomeini, mais n'a pas pour projet d'instaurer une république islamique au Liban. À sa fondation, il est dirigé par Subhi al-Toufeili, remplacé par Abbas Moussaoui qui le dirige jusqu'à sa mort en 1992. Le groupe paramilitaire est dirigé durant 32 ans jusqu'à sa mort le 27 septembre 2024 par le secrétaire général et chef spirituel Hassan Nasrallah.
Armé et financé par les Gardiens de la révolution islamique, le Hezbollah est un parti religieux allié à l'Iran. Il coopère avec d'autres organisations paramilitaires au Moyen-Orient (Houthis, Hamas, Jihad islamique, Hachd al-Chaabi) ainsi qu'avec la Syrie. Il combat l'Arabie saoudite, l'État islamique, la rébellion syrienne, les Émirats arabes unis, et Israël.
Le Hezbollah a comme principe central le djihad contre Israël. Ses activités paramilitaires sont supervisées par le Conseil central du djihad,. L'organisation est parfois qualifiée de « djihadiste chiite ». Elle dispose d'un groupe paramilitaire multiconfessionnel dont sont membres des chrétiens, des druzes et des sunnites, les Brigades de la résistance libanaise,.
Dans la vie politique libanaise, il est membre de l'Alliance du 8-Mars, favorable à la Syrie. Son principal soutien est la communauté musulmane chiite du Sud-Liban. Le Hezbollah reçoit aussi le soutien d'une partie des chrétiens du Liban, ses principaux alliés étant les partis politiques chrétiens du Mouvement Marada et le Courant patriotique libre.
En 2006, le Hezbollah affronte Israël dans la guerre israélo-libanaise. En 2008, il s’oppose à la police et au gouvernement libanais lors de la crise de mai 2008. Au début de la guerre civile syrienne, le Hezbollah tenta de faire la médiation entre le gouvernement syrien et les rebelles syriens, mais en 2013, à la suite de risques imminents d'attaques sur le sanctuaire chiite de Zeynab par des salafistes djihadistes, le mouvement participa avec l'Iran aux hostilités et commença à combattre l'opposition syrienne et l'État islamique. Il a qualifié la crise syrienne de « Complot sioniste-wahhabite » où son premier fait d'arme fut la Bataille de Qousseir. En 2023, le Hezbollah sort de la guerre civile syrienne pour se concentrer sur la guerre de 2023-2024 au Liban.
L'armée israélienne bombarde massivement le Liban à partir de septembre 2024, puis déclenche une offensive terrestre, pour combattre le Hezbollah. Le 27 septembre 2024, son secrétaire général Hassan Nasrallah est tué par l'armée de l'air israélienne alors qu’il se trouve dans son bunker dans le quartier de Haret Hreik dans la banlieue de Beyrouth, accompagné d’autres commandants.
Le Hezbollah est présent dans de nombreux pays du monde via la diaspora libanaise. Il est également actif dans le domaine social, gérant des hôpitaux, des écoles, des orphelinats ou encore un mouvement de jeunesse.
Il est actuellement le plus important parti politique au Liban.

## Emblème
L'emblème du Hezbollah est vert, la couleur de l'islam, sur fond jaune. Il est composé du mot « Hezbollah » en calligraphie de style coufique, dont la lettre alif du mot Allah se transforme en un bras brandissant un fusil d'assaut type AK-47, communément appelée Kalachnikov.
La Kalachnikov est surmontée d'un extrait de verset du Coran écrit en rouge (Al-Maidah, V, 56), فإن حزب الله هم الغالبون (fāʾinna ḥizb allāh humu l-ġālibūn) : « [Et quiconque prend pour alliés Allah, Son messager et les croyants, réussira] car c'est le parti d'Allah qui sera victorieux. ». En bas de l'image, on trouve en écriture rouge المقاومة الإسلامية في لبنان (al-muqāwamah al-islāmīyah fī lubnān), « la résistance islamique au Liban ». Le globe terrestre, le rameau, le poing tenant une AK-47 et d'autres détails encore rappellent l'emblème des Gardiens de la révolution islamique d'Iran.

## Idéologie

### Charte
Dans sa charte de 1985, le Hezbollah présente ses deux objectifs : « la résistance armée contre l’occupation israélienne au Liban, à la suite de son invasion du pays en 1982, et l’établissement d’un État islamique ».
Le 1er décembre 2009, Hassan Nasrallah a rendu publique la nouvelle charte du Hezbollah qui remplace celle originelle de février 1985. Celle nouvelle charte abandonne le projet d’État islamique au Liban, réaffirme la résistance à Israël en coordination avec l'armée libanaise et dénonce le capitalisme sauvage comme source d'aliénation. La charte recentre les objectifs et la vision du parti à long terme. Elle présente ses objectifs de lutte contre Israël et les États-Unis et affirme que le Hezbollah doit conserver ses armes.
Cette charte marque un glissement sémantique : le Hezbollah cherche à présenter un programme politique applicable dans un « État moderne » avec des références aux normes du droit international. Le Hezbollah utilise pour la première fois dans le cadre libanais le mot « nation ». Plusieurs des principes évoqués dans la charte (pluralisme) seraient toutefois peu appliqués en réalité. L'Iran reste cependant un centre de gravité stratégique et le modèle d’indépendance islamique. Cette charte indique aussi que le Hezbollah promeut « le rôle de la femme dans la société, l'indépendance de la justice, la lutte contre la corruption, la décentralisation et la préservation de toutes les libertés publiques. Il se prononce contre toute forme de partition du pays, y défend le multicommunautarisme, refuse toute forme d'implantation ou de naturalisation des réfugiés palestiniens, tout en prônant une extension de leurs droits.
Selon le quotidien libanais Al-Akhbar, le Hezbollah fonctionne comme « un parti centriste, pour ne pas dire de droite sous le camouflage d’un discours centriste », bien qu'il puisse aussi adopter des postures de gauche. Il cherche à se positionner « comme une sorte d'arbitre au-dessus de la mêlée » dans la vie politique libanaise, selon le journaliste Adam Shatz.

### Positionnement géopolitique
Les musulmans chiites, qui forment la base principale du soutien au Hezbollah, représentent 27 % de la population totale du Liban. Ils sont pour la plupart concentrés dans le sud du pays qui représente environ 10 % de l'ensemble du territoire libanais. Cette région est sous le contrôle du Hezbollah. Ce parti est aussi fortement implanté dans la plaine de la Bekaa, notamment à Baalbek qui est l'un de ses bastions dans cette région.

### Nature du Hezbollah
Le Hezbollah a révélé son existence le 16 février 1985 en publiant son manifeste fondateur dans le quotidien libanais as-Safir. Il est estimé qu'à partir de ce moment, les groupes le composant ont fusionné en une organisation unifiée.  Cette plate-forme a juré fidélité à Khomeini, prôné la mise en place d'un Etat islamique, et appelé à l'expulsion des armées américaines, françaises et israéliennes du territoire libanais, ainsi qu'à la destruction de l'État d'Israël. Le mouvement chiite a par la suite renoncé à son projet d’« État islamique » pour s’orienter avec le temps vers un programme d’« État moderne ».
Le Hezbollah est un mouvement islamiste chiite, dont la doctrine idéologique prend sa source dans le khomeinisme et le velayat-e faqih, qui instaure la primauté des théologiens (velayat-e faqih signifie « gouvernement du docte ») sur la communauté chiite,. L'organisation n'est cependant pas fondamentaliste et ne cherche pas à imposer la charia à ses propres partisans; les femmes de son fief de la banlieue sud de Beyrouth sont libres de s'habiller comme elles le veulent.
Le Hezbollah est parfois considéré comme un proto-État ou un État dans l’État.

## Organisation

### Commandement

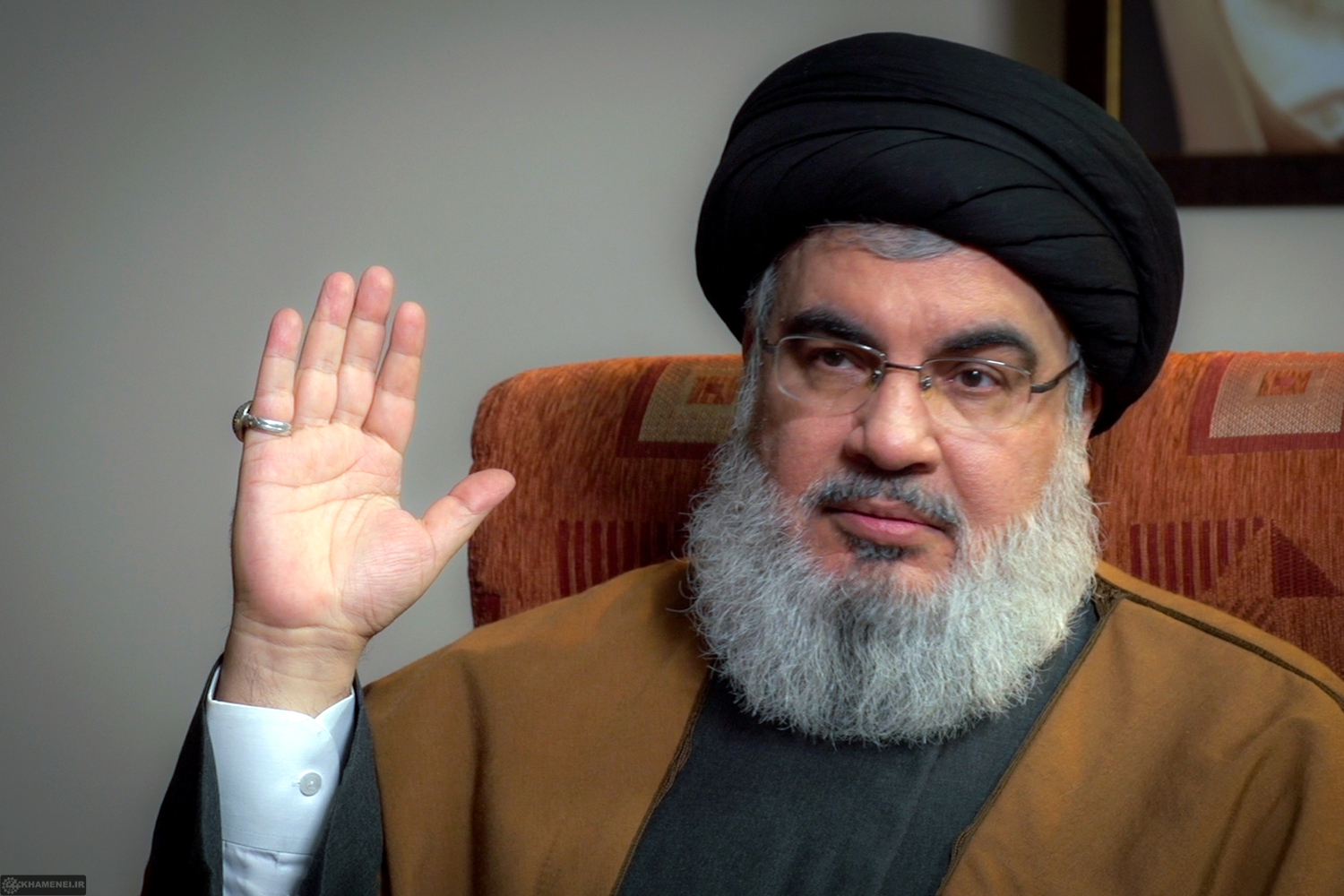
Hassan Nasrallah en 2019, troisième secrétaire général du Hezbollah de 1992 à fin septembre 2024.

Les décisions de politique générale dépendent de deux structures centrales, d’une part le Majlis al-Shura (Conseil consultatif exécutif ou Assemblée de la magistrature), dirigé par 12 hauts membres de bureau qui prend les décisions tactiques et qui assure la supervision de l'ensemble des activités du Hezbollah dans le Liban, et le Majlis al-Shura al-Carar (Assemblée de décision), dirigé par le cheikh Muhammad Hussein Fadlallah et composé de onze autres religieux responsables de toutes les questions stratégiques. Au sein du Majlis al-Shura, il existe sept comités spécialisés s'occupant des affaires idéologiques, financières, militaires et politiques, judiciaires, de l'information et de la société,.
En outre le Conseil consultatif exécutif (Majlis ach-Choura al-Qarar) est présidé par le secrétaire général Hassan Nasrallah intègre deux représentants iraniens, il prend ses décisions par consensus,.
Le Conseil consultatif a institué des conseils subalternes appelés conseils fonctionnels : le Conseil exécutif, le Conseil de la magistrature, le Conseil politique et le Conseil militaire ou Conseil central du jihad. Chacun de ces conseils est responsable de plusieurs bureaux opérationnels chargés de questions spécifiques.
Les agences de sécurité (Amn al-Hizb), outre leur mission de protection des chefs du Hezbollah, jouent un rôle important de contrôle de la mise en œuvre des décisions auprès des différentes composantes de l'organisation. Leur influence dépasse cependant ces missions, et leur pouvoir s'exerce sur le Comité consultatif, et même sur Nasrallah en personne.
Une autre agence créée en 2000 influence les décisions. Il s'agit d'une agence de « contre-espionnage » (Amn al-Muddad), ne faisant pas partie intégrante de l'organigramme du Hezbollah[réf. nécessaire], mais incluant certains de ses membres ainsi que des agents libanais, anciens du parti, dont certains sont soupçonnés par les États-Unis d'avoir organisé des attentats terroristes sanglants.
En 2015, le numéro deux du mouvement, Naïm Qassem, reconnaît que le Hezbollah a été infiltré à un très haut niveau par les services secrets israéliens.
Selon Erminia Chiara Calabrese, chercheuse postdoctorante au Centre d'études en sciences sociales du religieux : « Le Hezbollah est un parti politique fortement institutionnalisé et centralisé, et dont la structure partisane peut s’apparenter à celle des partis communistes en Europe ». Réfutant l'idée défendue par l'Union européenne qui considère que le Hezbollah possède une branche armée, elle affirme qu'il s'agit d'une même structure avec des activités militaires et politiques. Elle ajoute que « ces deux dimensions sont en effet indissociables dans les hauts échelons du parti qui présentent un même leadership. Preuve en est que Hasan Nasrallah, le secrétaire général du parti, contrôle aussi le Conseil central du Jihad chargé de la supervision des activités de la lutte armée. Idem dans les bas échelons, puisque chaque membre ordinaire du Hezbollah est un combattant potentiel, dans le sens qu’un entraînement militaire est de fait nécessaire pour devenir membre du parti ».

### Effectifs
En 2002, la branche militaire du Hezbollah est estimée comprendre entre 3 000 et 3 500 hommes, plus une « réserve » de 3 000 autres. Selon des recoupements effectués sur la base d'informations émanant de sources israéliennes et chrétiennes libanaises, à cette époque, cette force était composée de deux bataillons d'infanterie de 250 combattants dont un motorisé dans les quartiers sud de Beyrouth, sept du même type dont trois motorisés dans la plaine de la Bekaa et sept autres dont cinq motorisés au Sud-Liban.
En 2011, peu avant la guerre civile syrienne, les services de renseignement français estiment que la branche militaire du Hezbollah dispose de six brigades constituées d'un noyau dur de 3 000 hommes, d'une réserve de 10 000 hommes et répertorie « Chars T-55, véhicules de transport de troupes, nombre important de pièces d'artillerie, dont des canons tractés et des lance-roquettes multiples, missiles antichars, armes antiaériennes, missiles de longue et moyenne portée ». Elle dispose également d'« une récente capacité navale » et d'« un réseau de télécommunications autonome » permettant « des liaisons de commandement efficaces ».
En 2013, Vincent Geisser estime que la branche militaire du Hezbollah est une « véritable armée conventionnelle et confessionnelle » qui dispose de 5 000 à 8 000 combattants et d'une réserve de jeunes chiites formés dans ses camps, ainsi que d'un arsenal important.
En 2017, la milice compte au total 20 000 à 25 000 combattants et entretient un contingent permanent de 5 000 hommes en Syrie,. Mais elle déplore des pertes très lourdes lors de ce conflit : 1 500 à 2 000 morts et 5 000 blessés entre 2012 et 2017.
En octobre 2021, Hassan Nasrallah affirme que son mouvement dispose de 100 000 combattants, soit 40 000 soldats de plus que l'armée libanaise. Le chercheur Nicholas Blandford considère que ce chiffre est réaliste mais peu sûr. Joseph Daher évalue à 50 000 soldats dont 30 000 réservistes les forces du Hezbollah dont un contingent de 4 à 5 000 hommes maintenu en Syrie.

### Équipements

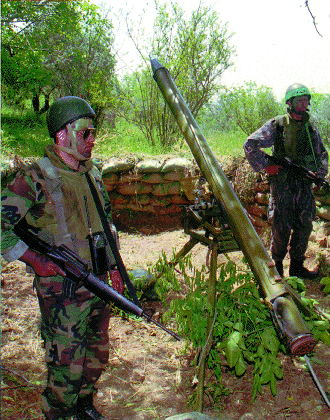
Miliciens du Hezbollah avec une roquette Katioucha en 1998.

En 2006, Asharq Al-Awsat un quotidien panarabe, rapporte que selon une source proche d'un haut fonctionnaire de la Garde révolutionnaire iranienne, l'Iran a fourni au Hezbollah environ 11 500 missiles et autres munitions. Selon cette source, « plus de 3 000 membres du Hezbollah ont suivi une formation en Iran, qui comprenait la guérilla, le tir de missiles et d'artillerie, l'utilisation de drones, la guerre maritime et les opérations de guerre conventionnelle ainsi que la formation de 50 pilotes pour les deux dernières années » ajoutant que le Hezbollah posséderait quatre types de missiles sol-sol, dont la portée de certains serait de 150 kilomètres.
Après le retrait israélien du Sud-Liban en 2000, le Hezbollah a développé un vaste réseau de tunnels pour l'acheminement et l’approvisionnement de ses miliciens en armements sophistiqués tels que des missiles antinavires, missiles sol-sol et missiles antichars, des équipements de vision nocturne, des drones et aussi pour cacher leurs mouvements. Depuis le conflit avec Israël en 2006 des moyens encore plus sophistiqués ont été acheminés via la frontière syrienne dans cette région. Il est estimé que le Hezbollah y a accumulé plus de 40 000 roquettes dans les villages chiites proches de la frontière israélienne.
Hormis cet arsenal le Hezbollah est en possession de missiles Fateh-110 (en), Zelzal I et II et Scud D avec lesquels il menace les centres urbains sur tout le territoire israélien. Robert Gates qui fut le secrétaire à la Défense des États-Unis a déclaré que « le Hezbollah possède de loin plus de roquettes et de missiles que la plupart des gouvernements au monde ».

### Méthodes de combat

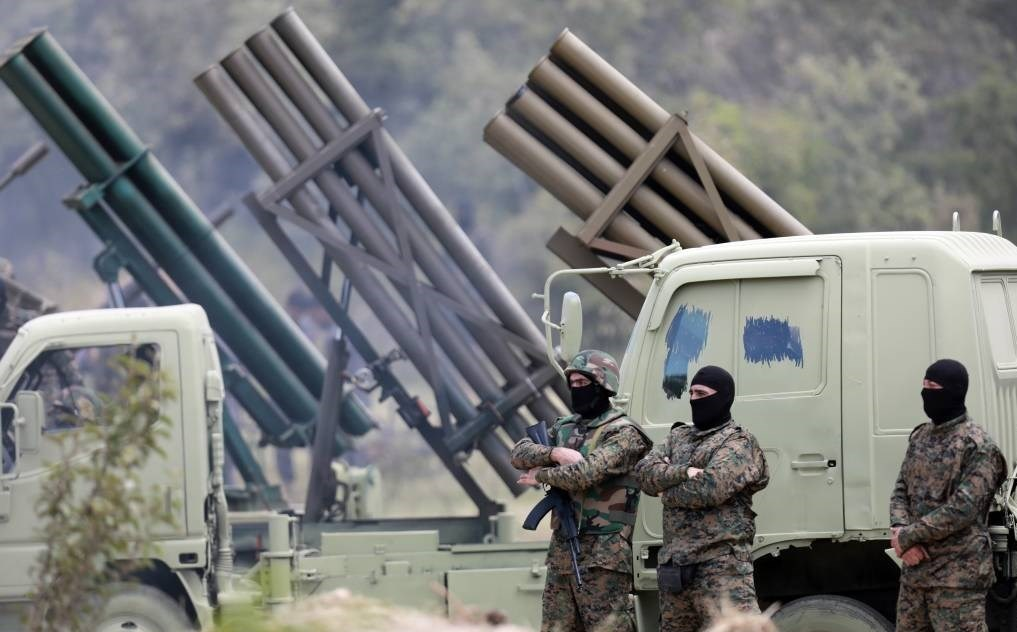
Miliciens du Hezbollah à Aaramta, au sud du Liban, en 2023.

Au Liban, les combattants du Hezbollah opèrent dans des zones à forte densité civile ce qui force ses adversaires à s'engager dans des combats de guérilla urbaine. Cette tactique militairement efficace accroît le potentiel de pertes civiles, ceux-ci étant souvent au centre des zones de combat ou à proximité de cibles militaires. Ils opèrent aussi à partir ou à proximité de positions de la Force intérimaire des Nations unies au Liban. Leur tactique inclut aussi des missions suicide et la pose d'engins explosifs sur le bord des routes utilisées par l’armée israélienne le long de la frontière libanaise ainsi que l’enlèvement de soldats durant ces attaques.
Du point de vue doctrinaire selon le modèle iranien, l'endoctrinement des combattants du Hezbollah commence dans les écoles et les colonies de vacances pour enfants. Les responsables du Hezbollah leur inculquent « l'amour du martyre » et proclament « leur fierté que contrairement aux juifs et aux chrétiens et autres infidèles qui aiment la vie, les chiites aiment et recherchent la mort ».

## Relations internationales

### Liens avec l'Iran

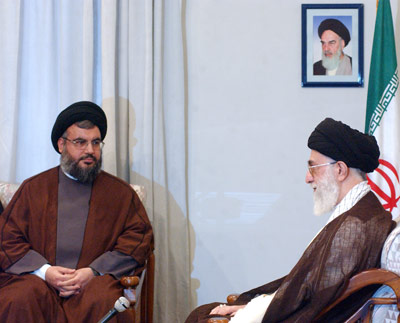
Hassan Nasrallah et le Guide de la Révolution iranienne Ali Khamenei, à droite, en 2005.

La filiation du Hezbollah avec l'Iran est historique,. Son idéologie se base sur celle développée par Rouhollah Khomeini, le premier guide de la révolution iranienne, appelée velayat-e faqih (gouvernement du docte) en persan.
Contrairement à Hassan Nasrallah, le guide spirituel du Hezbollah, Mohammad Hussein Fadlallah, principale autorité religieuse chiite au Liban, a des réserves à propos de la doctrine du velayat-e faqih. Après la mort de Khomeini en 1989, Fadlallah ne se sent pas tenu de suivre son successeur Ali Khamenei sur toutes les questions. Cependant, la majorité des membres du Hezbollah ont reconnu Ali Khamenei non seulement comme walî (guide politique) mais comme marja (guide spirituel), choix singulier puisque Khamenei n’est pas reconnu comme marja en Iran même ; ses représentants officiels au Liban sont Hassan Nasrallah et Muhammad Yazbak ; certains membres du Hezbollah préfèrent cependant reconnaître un autre marja, soit Fadlallah, soit l’Irakien Ali al-Sistani.
La relation entre le Hezbollah et l’Iran est complexe et a évolué au cours du temps. L’Iran a tout d'abord refusé de soutenir le Hezbollah, lors de sa fondation en 1982 en réaction à l'invasion du Liban par Israël, préférant se concentrer sur l’Irak de Saddam Hussein, avec qui il est en guerre depuis deux ans, dans des conditions dificiles pour les Iraniens. L’ambassadeur iranien en Syrie, Ali Akbar Mohtashamipur, finit par convaincre Khomeini de permettre l’envoi d’un groupe de Pasdaran au Liban pour former les combattants libanais.
L'Iran soutient le Hezbollah en moyens financiers et en armes, il est son principal donateur,, et selon certaines sources influence ses décisions,. Le Guide de la Révolution intervient sur les décisions stratégiques qui pourraient engager les intérêts régionaux iraniens, ou pour répondre à un besoin d’arbitrage quand la démocratie interne au sein du comité de décision du parti bloque sur un vote à 50 %-50 %, mais permet surtout aux dirigeants locaux d’asseoir leur légitimité, leur permettant ainsi de faire face aux oppositions au sein de la communauté chiite. Plus directement, l'Iran garde une influence sur les agences de sécurité et de renseignement du Hezbollah. Pour le reste, le Hezbollah décide seul, notamment lorsqu’il s’agit de politique interne libanaise.
En 2007, l'adjoint de Nasrallah, Naïm Qassem, déclare dans un entretien à la télévision des Gardiens de la révolution iraniens que les attentats suicides, les attaques terroristes et même les tirs d'artillerie contre des civils israéliens doivent tous être approuvés au préalable par des responsables iraniens.
De son côté, le Hezbollah dispose depuis l'origine d’une représentation officielle à Téhéran et envoie des étudiants en Iran. Une école de l'association Al-Mahdî, dépendant du Hezbollah, a été créée à Qom pour les familles d'étudiants libanais en Iran; elle compte 80 % d'élèves libanais et 20 % d'autres nationalités. Cependant, le Hezbollah se veut un mouvement d'abord nationaliste et marque parfois la distance avec sa filiation originelle. Lors d’un entretien donné à l’occasion du premier anniversaire de la guerre du Liban de 2006, le secrétaire général du Hezbollah, Hassan Nasrallah, a affirmé que son organisation avait combattu pour l’Iran, propos qui ont été censurés par la télévision iranienne en raison de l’embarras qu’ils ont suscité. Les adversaires libanais de Nasrallah affirment depuis longtemps que la loyauté de ce dernier est envers l'Iran et que le Liban n'est pas sa priorité.
En février 2013, Press TV, chaîne d'information iranienne en langue anglaise, confirme l'assassinat du général iranien Hassan Chateri, alors en voyage de Damas à Beyrouth, précisant qu'il conduisait « les projets de reconstruction financés par l'Iran au Liban du Sud ». Selon le Sunday Times, il était un commandant en chef de la Force Al-Qods du corps des Gardiens de la révolution islamique et aurait été tué dans le raid aérien présumé de l’armée de l'air israélienne qui aurait eu pour cible en Syrie un convoi d'armement à destination du Hezbollah. Saeed Kamali Dehghan, un journaliste iranien travaillant pour le Guardian britannique, estime que l'Iran soutient le régime syrien de Bachar el-Assad et le Hezbollah, en leur fournissant un soutien militaire et financier. Selon lui, la Syrie offre à l'Iran un accès au Liban et au Hezbollah, ce qui revêt une importance stratégique pour les dirigeants iraniens du fait de la proximité géographique entre le Hezbollah et Israël. Après la guerre du Liban en 2006 entre l'armée israélienne et le Hezbollah, des unités d'élite iraniennes se sont positionnées au Liban du Sud « afin d'apporter leur assistance et aider à réorganiser les infrastructures dévastées par la guerre dans cette région ». Le 3 février 2012, le chef suprême iranien, l'ayatollah Ali Khamenei, déclare publiquement que son pays « fournissait une assistance au Hezbollah et au Hamas palestinien ». Il avait aussi précisé que « l'Iran intervenait dans les « affaires anti-israéliennes » et que cela « avait apporté la victoire du Hezbollah en 2006 et au Hamas en 2009 », ajoutant que « l'Iran aidera tout pays ou groupe qui affronte le « cancer » Israël »,,,.

### Liens avec le Hamas
La relation entre le Hezbollah et le Hamas a commencé en 1992 avec l'expulsion des centaines de dirigeants et de militants du Hamas vers le Liban où ils établirent un camp dans le Sud du pays contrôlé par le Hezbollah. Initialement pris en charge par l'organisation chiite, les dirigeants du Hamas rencontrent par la suite des représentants de la Garde révolutionnaire iranienne au Liban puis à Téhéran. Ces rencontres ont amorcé le financement, l'équipement et la formation du Hamas par le Hezbollah ainsi que par l'Iran. La coopération s'est accrue en 1994 après les accords d'Oslo en vue de « torpiller » les négociations de paix israélo-palestiniennes conjointement avec le Jihad islamique palestinien, puis avec la Seconde Intifada en 2000 et après le conflit entre le Hezbollah et Israël en 2006 que les islamistes palestiniens estiment comme étant un « modèle de guerre réussie » contre l'armée israélienne.

### Politique envers Israël
Depuis la création du Hezbollah,, la destruction de l’État d'Israël est l'un des principaux objectifs du mouvement. Selon des traductions du manifeste du Hezbollah en arabe de 1985, celui-ci proclame : « notre lutte ne prendra fin que lorsque cette entité, Israël sera éliminée ». Selon le secrétaire général adjoint du Hezbollah, Naïm Qassem, la lutte contre Israël est un dogme fondamental de l’idéologie du Hezbollah et la raison principale de son existence.
Le Hezbollah affirme clairement son soutien à la lutte du peuple palestinien mais est ambigu sur la question de la géographie de la Palestine. Certains discours sont maximalistes, se référant à l'ensemble de la Palestine mandataire, et d’autres reconnaissent de facto l’existence d’Israël.

#### Antisémitisme et négationnisme
Les dirigeants du Hezbollah affirment que leur organisation fait une distinction entre le judaïsme et le sionisme. Cependant, de nombreuses déclarations antisémites leur sont attribuées. L'historien Robert S. Wistrich (en), spécialiste de l'étude de l'antisémitisme, considère que « l’idéologie antisémite » des dirigeants du Hezbollah « prônant la guerre sainte », s'appuie sur « la stigmatisation des Juifs comme ennemis de l'humanité, ayant des plans sataniques pour asservir les Arabes ».
Wistrich souligne que Mohammad Hussein Fadlallah, qui fut chef spirituel du Hezbollah, a accusé les Juifs de « chercher à saper ou anéantir l'islam et l'identité culturelle arabe afin d’accroître leur domination économique et politique ».
Par exemple, le 28 septembre 2001, le chef du Hezbollah, Hassan Nasrallah, déclare à la télévision Al-Manar que les Juifs seraient « les créatures les plus lâches et les plus avares »,,. Ibrahim Mousaoui, directeur du service anglophone de la télévision du Hezbollah et membre de son bureau politique déclare que « les Juifs sont une tumeur sur le front de l'histoire »,,. Sur la même antenne, Nasrallah salue les négationnistes David Irving et Roger Garaudy.
Selon le ministère israélien des Affaires étrangères, Hassan Nasrallah a également déclaré que « les Juifs ont inventé la légende des atrocités nazies » et qu'ils sont « un cancer susceptible de se répandre de nouveau à tout moment ».
L'historien Robert Satloff (en) cite dans le Washington Post une déclaration de Nasrallah à ses partisans dans laquelle il déclare que « les Juifs ont inventé la légende de la Shoah ».

### Politique envers l'islam sunnite
Le Hezbollah affirme refuser toute opposition entre chiites et sunnites en insistant sur la solidarité nationale et musulmane. Son groupe parlementaire, le Bloc de la fidélité à la Résistance, compte deux députés sunnites[réf. nécessaire].
Il est de son côté attaqué par certains prédicateurs sunnites salafistes et ces attaques se sont durcies depuis le début de la guerre civile syrienne.[réf. nécessaire]
Le Hezbollah condamne cependant le takfirisme, un courant extrémiste de l'islam sunnite qu'il considère prôner une interprétation fausse et dangereuse de l'islam.
En novembre-décembre 2012, Muhammad Yazbak, un des deux chefs religieux du Hezbollah, a été au centre d'une polémique à la suite d'un discours où il mettait en cause Aïcha, veuve du Prophète, figure respectée par les sunnites. Hassan Nasrallah, puis Yazbak lui-même ont dû rétracter ces propos en appliquant une fatwa d'Ali Khamenei qui interdisait d'insulter les figures historiques du sunnisme.

### Classement du Hezbollah comme organisation terroriste
Le Hezbollah est placé sur la liste officielle des organisations terroristes du Canada,, des États-Unis, de l'Australie, de Bahreïn. Puis également, à partir du 2 mars 2016, de l'Arabie saoudite, du Qatar, des Émirats arabes unis, d'Oman et du Koweït,.
Le 10 mars 2005, le Parlement européen avait adopté une résolution (par 473 voix pour et 33 contre) déclarative et non contraignante pour les États membres qualifiant le Hezbollah de terroriste par le texte suivant : « considère qu'il existe des preuves irréfutables de l'action terroriste du Hezbollah et qu'il convient que le Conseil prenne toutes les mesures qui s'imposent pour mettre un terme à cette action ». Imad Fa'iz Mughniyah, qui fut l'officier supérieur des services de renseignements du Hezbollah avait été inclus sur sa liste de terroristes.
Le 22 juillet 2013, les ministres des Affaires étrangères de l'Union européenne ont inscrit la branche militaire du Hezbollah sur la liste des organisations terroristes la considérant comme « étant liée à des actes terroristes perpétrés sur le territoire européen », principalement l'attentat de Bourgas dont il fut tenu responsable par le gouvernement bulgare,. Hassan Nasrallah a réagi à cette décision en déclarant qu'elle « rendait l’Union européenne « responsable » de toute attaque israélienne contre le Liban ». Il a ajouté qu'elle « donnait une couverture légale à toute attaque contre le Liban, car Israël peut maintenant faire valoir qu’il combat le terrorisme et qu’il bombarde des cibles terroristes » et qu’elle « n’apporterait aux Européens qu'échec et déception ». Il a raillé la distinction faite entre les branches politique et militaire de son organisation qualifiant cette distinction de « falsification ».
En 2008, le Royaume-Uni inscrit la branche militaire du Hezbollah sur sa liste des organisations terroristes. Le département de l'Intérieur britannique a déclaré que cette décision avait été prise du fait que « l'aile militaire du Hezbollah apporte un soutien actif aux militants en Irak responsables d'attaques contre les forces de la coalition et des civils irakiens » ainsi qu'à « la formation à l'utilisation de bombes meurtrières » et « qu'elle fournit un soutien à des groupes terroristes palestiniens dans les Territoires palestiniens occupés tels que le Jihad islamique palestinien ». En février 2019, le Royaume-Uni annonce qu'il va totalement interdire le Hezbollah en le qualifiant « d'organisation terroriste », en vertu du Terrorism Act 2000,.
Le 28 juillet 2013, le Koweït, l'Arabie saoudite, Bahreïn, le Qatar, les Émirats arabes unis et Oman ont placé le Hezbollah sur leur liste noire, ce qui implique des restrictions financières et de séjour dans ces pays pour les membres du Hezbollah. Ils estiment « que les vrais objectifs du Hezbollah transcendent les frontières du Liban et du monde arabe » et qu'il agit « illégalement contre des innocents en utilisant ses milices méprisables ».
À l'été 2019, l'Argentine puis le Paraguay désignent officiellement le Hezbollah comme organisation terroriste,. L'Allemagne fait de même en avril 2020.
Ely Karmon, chercheur en problématique stratégique et en contre-terrorisme au Centre interdisciplinaire de Herzliya indique : « Il n'existe pas, en réalité, de différence entre l'organisation politique et sa branche militaire, une distinction que n'effectuent même pas ses dirigeants ».
Le Hezbollah est tenu pour responsable de nombreuses prises d'otages d'Occidentaux, principalement des diplomates et journalistes, ainsi que de soldats israéliens, d'attentats meurtriers contre la Force multinationale de sécurité à Beyrouth dont deux attentats en 1983 contre les contingents américain et français de cette force faisant 299 victimes. Hassan Nasrallah, dans un entretien avec Alain Gresh, avait déclaré s'opposer au terrorisme. Le Hezbollah jouissait d'une certaine popularité dans le monde arabo-musulman du fait de ses actions au Liban du Sud contre l’armée israélienne et ses attaques contre le territoire israélien. Depuis son intervention militaire dans la guerre civile en Syrie au côté de l’armée arabe syrienne, il est, ainsi que son chef, contesté dans le monde arabe sunnite.

## Rôle social
Le Hezbollah est actif dans le domaine social par le biais d'hôpitaux, d'écoles et d'orphelinats. Au début de 2006, selon un rapport de l'IRIN, le mouvement finançait 4 hôpitaux, 12 cliniques, 12 écoles, 2 centres d'équipement agricole, des programmes sociaux et environnementaux, fournissant des services gratuits ou à bon marché à certaines des régions les plus défavorisées du pays. Il coiffe aussi un mouvement de scoutisme, Al-Mahdî, et une entreprise de construction, Jihâd al-binâ (en). Il a joué un rôle important dans la reconstruction du Sud et des quartiers chiites de Beyrouth. Cependant, depuis 2008, les financements se sont ralentis et les monopoles politique et social du Hezbollah finissent même par décourager l'investissement dans ses fiefs.

## Financement
L'Iran est le principal bailleur de fonds du mouvement, la Syrie participe aussi à son financement ainsi que des ONG à travers le monde, telles que l’Islamic Resistance Support Association, des dons ou une « taxe islamique » d'un cinquième des revenus de la population chiite libanaise et de la diaspora libanaise[réf. nécessaire].
Peu à peu le Hezbollah diversifie ses sources de financement : on le soupçonne de se financer par le biais du commerce illicite de diamants, du trafic de drogue, du racket, de la contrebande. 30 % des revenus du Hezbollah sont tirés d'activités mafieuses selon la Fondation pour la défense des démocraties (FDD), un think tank néoconservateur américain. Il est accusé nommément par le département d'État des États-Unis de trafic d'héroïne et de cannabis même s'il a toujours nié ce financement illégal.
Le montant annuel des subventions reçues par le Hezbollah de la part de l'Iran est estimé de 200 millions à un milliard de dollars assistance militaire non comprise.
Le Hezbollah est impliqué dans le trafic de drogue dans la plaine de la Bekaa depuis sa formation au début des années 1980.
À partir de la fin des années 1980, il s'appuie sur une partie de la diaspora libanaise en Amérique du Sud afin de prendre contact avec les transporteurs de drogue en Colombie, Argentine, Brésil, Paraguay. Le Hezbollah bénéficierait d'une dérogation spéciale à la doctrine islamique via une fatwa l'autorisant au commerce des drogues car celles-ci arrivent sur le marché occidental et détruisent les ennemis du Hezbollah.
Dans les années 2000, les montants versés par l'Iran sont estimés en baisse et le Hezbollah doit diversifier ses sources de financement. Il s'implique donc de manière croissante dans le trafic de drogue au point d'en faire une de ses principales sources de revenus.
Dans la région frontalière entre le Brésil, l'Argentine et le Paraguay, le Hezbollah s'implique aussi dans la contrebande, la production de faux documents et de faux billets et le trafic d'armes,. Le United States Southern Command estime en 2004 que les groupes terroristes islamistes lèvent entre trois cents millions et cinq cents millions de dollars par an en Amérique latine, principalement dans la zone de la triple frontière et dans les zones franches d'Iquique, Colón, Maicao, et l'île de Margarita. Suivant l'évolution globale du trafic de drogue, le Hezbollah est aussi présent en Afrique de l'Ouest (Guinée-Bissau, Bénin, Mauritanie, Congo, Togo) où il s'appuie sur des membres de la diaspora libanaise.
À la suite d'un coup de filet des polices brésilienne et équatorienne, mené le 21 juin 2005, mettant au jour un réseau international de trafic de drogue, des soupçons se portent sur ce mouvement comme éventuelle destination des fonds issus de ce trafic,,.
Le Hezbollah est aussi actif dans les pays d'Afrique centrale et occidentale où vivent de nombreux expatriés libanais chiites. Impliqué dans le trafic de diamants, il génère aussi grâce à des activités commerciales des revenus financiers en espèce qu'il exfiltre de ces pays par le biais de passeurs de l'organisation[réf. à confirmer].
Aux États-Unis il est lié à différents types d’activités criminelles, contrebande de cigarettes et escroqueries par cartes de crédit. Des Libanais membres du Hezbollah ayant obtenu par des mariages en blanc des « cartes vertes » ont aussi tenté d’acquérir des technologies à double usage. Le Hezbollah, classé comme organisation terroriste aux États-Unis, ne peut y récolter légalement des fonds[réf. à confirmer].
En Europe, la collecte de fonds pour le Hezbollah est autorisée pour le financement de ses activités sociales sans qu'aucun contrôle ne permette de vérifier si ces fonds ne sont pas utilisés pour financer les activités de sa branche militaire, la division entre ces deux pôles du Hezbollah étant artificielle[réf. à confirmer].
Durant l'été 2009, l'arrestation du financier Salah Ezzedine, qui s'occupe des comptes du Hezbollah, dévoile une escroquerie de type chaîne de Ponzi, dont les pertes pour le parti et plusieurs de ses adhérents s'élèveraient à un milliard de dollars américains,.
Début 2018, le département de la Justice des États-Unis met en place un groupe de travail, la Hezbollah Financing and Narcoterrorism Team, visant à lutter contre le financement du Hezbollah par le trafic de drogue. Le groupe de travail devra aussi étudier si l'administration Obama a freiné des enquêtes et arrestations sur ce mode de financement pour s'assurer de la réussite de l'accord de Vienne sur le nucléaire iranien,.

## Histoire
En juin 1982 avec l'appui de l'Iran est fondé le Hezbollah qui s'inspire du modèle de la révolution islamique iranienne et devient rapidement la principale organisation s'opposant à l'occupation par Israël du Sud du Liban. Les premières actions connues contre les intérêts occidentaux remontent à janvier 1983 où une grenade est lancée contre une patrouille militaire française[réf. souhaitée]. Parmi les fondateurs du Hezbollah figure le mollah Ali Akbar Mohtashamipur, un proche de Rouhollah Khomeini. En mars de cette même année, ce sont deux patrouilles américaines qui sont attaquées[réf. souhaitée].
En avril 1983, le Hezbollah organise un attentat-suicide contre l'ambassade des États-Unis à Beyrouth, faisant 63 morts.
Le 23 octobre 1983, deux attentats-suicides simultanés contre la force multinationale d'interposition font 248 morts américains et 58 morts français.
Les États-Unis et la France accusent le Hezbollah et l'Iran d'être derrière l'attentat. Le Hezbollah dans un premier temps nie toute implication puis reconnaîtra en être l'acteur et l'instigateur[source insuffisante]. La pratique du terrorisme semble faire l'unanimité au sein du Hezbollah, malgré les quelques objections juridiques de Fadlallah, déclarant que l'islam interdisait à ses membres de se suicider.
Les représailles franco-américaines contre des positions du Hezbollah et de l'armée syrienne sont peu efficaces.[réf. souhaitée]

### Prises d'otages
Suit un ensemble d'actions faisant connaître le mouvement, notamment des prises d'otages telles que celles, en 1985, du journaliste Jean-Paul Kauffmann et du chercheur français Michel Seurat — ce dernier étant décédé en captivité — et un détournement d'avion le 14 juin 1985 (un passager abattu). Selon la journaliste Dominique Lorentz, l'affaire des otages du Liban aurait été intimement liée au règlement du contentieux nucléaire franco-iranien autour du consortium Eurodif.[source insuffisante]
L'affaire de l'enlèvement de quatre diplomates soviétiques en 1985 fut réglée par la force ALFA, une unité du KGB, en exécutant des proches des preneurs d'otages après l'assassinat d'un des diplomates. Les autres otages furent libérés rapidement[source insuffisante].
Le 17 février 1988, le colonel américain William R. Higgins (en), officier de l'ONUST (Organisme des Nations unies pour la surveillance de la trêve au Proche-Orient), est enlevé au Liban par le Hezbollah[réf. nécessaire]. Le 28 juillet 1989, un commando israélien enlève au Sud-Liban le cheikh Abdel Karim Obeid, chef spirituel et militaire du Hezbollah. Il connaît les tenants et les aboutissants des opérations de prises d'otages occidentaux depuis 1984, dont une quinzaine est encore entre les mains de l'organisation[réf. nécessaire]. Le 31 juillet 1989, le Hezbollah diffuse un film-vidéo de la pendaison du colonel Higgins mais, d'après des sources américaines, le colonel aurait été torturé puis exécuté dès le mois de décembre 1988[réf. nécessaire].

### Attentats en France dans les années 1980
Le Hezbollah perpètre une série d'attentats en France du 23 février 1985 au 17 septembre 1986 dont celui de la rue de Rennes, devant le magasin Tati provoquant la mort de 15 personnes et 300 blessés. L'attentat de la rue de Rennes est le plus meurtrier d'une série commencée le 4 septembre.
Ils sont revendiqués par le CSPPA (Comité de solidarité avec les prisonniers politiques arabes et du Proche-Orient), une couverture dissimulant le Hezbollah, qui réclame la libération des militants libanais Anis Naccache et Georges Ibrahim Abdallah.
Le chef du commando terroriste responsable des attaques, Fouad Ali Saleh, un Tunisien formé en Iran, est arrêté en mars 1987.

### Conflits entre groupes musulmans
De 1985 à 1987, le Hezbollah affronte militairement Parti socialiste progressiste, Amal et les Palestiniens dans un épisode appelé « guerre des camps ».
Début 1987, Amal est en déroute et la Syrie intervient militairement pour soutenir son plus proche allié. Des combats éclatent entre les militaires syriens et le Hezbollah. L'Iran intervient alors pour imposer un cessez-le-feu. À partir d'avril 1988, le Hezbollah et Amal s'affrontent violemment dans la guerre inter-chiites pour la domination du Sud de Beyrouth, dans des combats qui font 600 morts en 2 semaines et qui voient le Hezbollah occuper 95 % de la zone dès le 11 mai.
L'armée syrienne s'interpose alors, le 25 mai, pour faire cesser les combats.
Cette guerre fratricide chiite se clôture par une trêve en janvier 1989 puis un accord de paix en octobre 1990.

### Conflit au sud du Liban (1990-2005)

#### Retrait israélien et poursuite des affrontements
Entre 1990 et 2000, le RIL renforce son alliance avec la Syrie et consolide son aile militaire.
Il poursuit sa guérilla face à Israël dans un conflit qui dépasse largement le cadre du Sud du Liban. À la suite d'incessants tirs de roquettes Katioucha du Hezbollah sur la ville de Qiryat Shemona, Israël engage l'opération Raisins de la colère en avril 1996, qui se solde par la mort de 154 civils dont 107 au cours du bombardement de Cana de 1996 (Liban du Sud).
À partir de 1992, le Hezbollah est de nouveau accusé d'attentats hors du Liban, en particulier l'attentat contre le centre culturel juif de Buenos Aires en 1994, et considéré comme mouvement terroriste par une grande partie de la communauté internationale.
Après le retrait israélien du Liban de mai 2000, une controverse éclate au sujet du secteur dit des fermes de Chebaa. Ce territoire occupé par Israël au cours de la guerre des Six Jours est considéré comme syrien par l'ONU et Israël, mais libanais par le Liban et le Hezbollah. Les cartes officielles de l'ONU indiquent que les fermes de Chebaa se trouvent en territoire syrien, mais à la suite du retrait israélien, le Liban déclare que ce territoire est libanais. Cependant, les cartes militaires libanaises publiées en 1961 et 1966 nomment plusieurs fermes de la région, en particulier Zebdine, Fashkoul, Mougr Shebaa et Ramta ; elles sont toutes indiquées comme étant syriennes. De plus les cartes établies par le ministère du tourisme libanais indiquent également une frontière libano-syrienne courant à l'ouest des fermes de Chebaa.[réf. nécessaire] L'ONU ne décide pas du tracé des frontières, mais puisque le gouvernement syrien refuse de notifier à l'ONU la souveraineté du Liban sur ces territoires, l'ONU considère actuellement les fermes de Chebaa comme syriennes. En conséquence, l'ONU considère le retrait israélien achevé, en accord avec les termes de la résolution 425 (1978).
Les hostilités ne cessent pas entre Israël et le Hezbollah. Épisodiquement, ce dernier mène des attaques contre les forces militaires israéliennes dans ce territoire des fermes de Chebaa ou en lançant des roquettes Katioucha sur le Nord d'Israël, tandis qu'en représailles les forces israéliennes pénètrent dans l'espace aérien libanais ou bombardent le Hezbollah situé en territoire libanais.

#### Tentative de désarmement dans le cadre de larésolution 1559 (2004-2005)
En septembre 2004, le Conseil de sécurité de l'ONU adopte par 9 voix pour (Allemagne, Angola, Bénin, Chili, Espagne, États-Unis, France, Roumanie, Royaume-Uni) et 6 abstentions (Algérie, Brésil, Chine, Pakistan, Philippines, Russie) une résolution exigeant, entre autres, le désarmement de l'ensemble des forces non gouvernementales au Liban (« 3. Demande que toutes les milices libanaises et non libanaises soient dissoutes et désarmées »). Le Hezbollah est très clairement désigné par les diplomates comme concerné, au premier chef, par cette résolution. Le Hezbollah refuse, à ce jour[Quand ?], tout désarmement. Une partie des forces de l'opposition libanaise antisyrienne favorables à l'exécution pleine et entière de cette résolution (c'est-à-dire un État libanais souverain) propose un plan de désarmement, que le Hezbollah refuse tant qu'il pense que l'armée libanaise ne peut pas assurer son travail au Sud-Liban. En mai 2005, les tractations se poursuivent pour inciter le Hezbollah à proposer un plan de désarmement.
La huitième session de la conférence de dialogue visant à parvenir à un accord sur le désarmement du Hezbollah s’ouvre le 8 juin 2006 à Beyrouth sur fond de désaccord. Les principaux dirigeants musulmans et chrétiens estiment que l’armée libanaise ne pourrait répondre face à la puissance militaire israélienne. Le Hezbollah estime être capable de « riposter aux agressions israéliennes contre le Liban » et demande le retrait israélien du secteur des fermes de Chebaa et le retour des Libanais prisonniers en Israël, tandis qu'Israël réclame une sécurisation de sa frontière nord contre toute attaque et le retour de ses soldats faits prisonniers par le Hezbollah.

### Guerre contre Israël de 2024
Le 16 septembre 2024, les pagers de milliers de membres du Hezbollah au Liban sont la cible d'une attaque technologique qui cause l'explosion de l'appareil et fait au moins 42 morts et 3500 blessés.
L'armée israélienne bombarde ensuite massivement le Liban à partir de septembre 2024, puis déclenche une offensive terrestre, pour combattre le Hezbollah. Le 27 septembre 2024, Hassan Nasrallah est assassiné par l'armée de l'air israélienne alors qu’il se trouve dans son bunker dans le quartier de Haret Hreik dans la banlieue de Beyrouth, accompagné d’autres commandants. Hachem Safieddine, qui était pressenti pour succéder à Nasrallah est lui aussi tué en octobre 2024.
La guerre entre le Hezbollah et Israël dure principalement jusqu'au 27 novembre 2024 quand un cessez-le-feu entre en vigueur.
Le Hezbollah est décrit comme « grandement affaibli » après sa défaite dans ce conflit. Affaibli politiquement avec la mort de son dirigeant emblématique et militairement (en hommes, matériel et bases). Le Hezbollah doit ainsi quitter le sud du Liban au terme du cessez-le-feu avec Israël. Toutefois, les funerailles de Nasrallah et Safieddine en février 2025 à Beyrouth réunissent plusieurs dizaines voire centaines de milliers de personnes. Plus de 25 000 militants du Hezbollah assurent la sécurité de cet événement à travers lequel le Hezbollah veut montrer le soutien populaire dont il bénéficie,,. Les nouveaux président, Joseph Aoun, et Premier ministre, Nawaf Salam, ne participent pas aux funérailles.
Cependant, le Hezbollah serait toujours en possession d'un important arsenal. D'autre part, l'occupation militaire israélienne au sud du Liban peut lui permettre de justifier la continuation de son combat contre Israël au nom de la souveraineté nationale.

## Activités politiques

### Participation au gouvernement libanais
À la suite des élections de mai-juin 2005, le Hezbollah obtient 11 % des suffrages et le Bloc de la résistance et du développement, auquel il appartient, 27,4 %. Concernant l'équilibre politique intérieur et extérieur, le Hezbollah prône désormais l'entente et le dialogue, sans ingérence extérieure. Son chef, sayyed Hassan Nasrallah, appelle au dialogue et se prononce en faveur d'un « gouvernement d'unité nationale ». Fort de ses 14 députés (sur 128), le Hezbollah rejoint pour la première fois le gouvernement le 19 juillet 2005. Il obtient officiellement un ministère sur 24, celui de l’Énergie attribué à Mohammad Fneich, ou trois officieusement puisque Faouzi Salloukh et Trad Hamadé, respectivement nommés aux postes de ministre des Affaires étrangères et du Travail, sont considérés comme pro-Hezbollah.

### Alliance avec les chrétiens du Courant patriotique libre
Le 6 février 2006, le Hezbollah signe un protocole d'entente mutuelle avec le parti chrétien du général Michel Aoun, le Courant patriotique libre. Cette entente est un accord articulé autour de 10 thèmes dont la proposition d'une stratégie de défense nationale, la lutte contre la corruption au sein de l'État libanais, le sort des disparus de la guerre civile, le retour des Libanais ayant fui en Israël, l'établissement de relations diplomatiques avec la Syrie, le refus à tout retour de la tutelle étrangère, et l'édification d'un État moderne. Ce document est le premier texte dans lequel le Hezbollah aborde le problème de son stock d'armes à travers la proposition d'une stratégie de défense nationale.[réf. nécessaire]
Forte de sa victoire populaire et politique au lendemain de la guerre de l'été 2006, la nouvelle coalition, à laquelle se joignent plusieurs petits partis, se révèle majoritaire en termes de suffrages exprimés lors des élections législatives de 2009, mais reste minoritaire à l'Assemblée nationale en raison du mode particulier de scrutin.

### Assassinat de Rafiq Hariri et révolution du Cèdre
Le 14 février 2005, Rafiq Hariri, Premier ministre du Liban, est assassiné dans un attentat à l'explosif contre son cortège, le tuant ainsi qu'une vingtaine de personnes et blessant une centaine de personnes sur la route du bord de mer de Beyrouth.
La crise politique qui s'ensuit amène la révolution du Cèdre et le retrait des forces syriennes du Liban. La position politique du Hezbollah est temporairement affaiblie, mais le conflit de 2006 contre Israël va de nouveau lui permettre de se poser comme champion de la résistance arabe face aux Israéliens.

### Crise politique de 2006 à 2008
Au sortir de la guerre contre Israël à l'été 2006, le Hezbollah et ses alliés réclament la formation d'un gouvernement d'union nationale intégrant l'opposition alors formée par le Bloc du changement et de la réforme, principale force politique chrétienne du pays. Face au refus de l'Alliance du 14-Mars, 6 ministres démissionnent et débute alors une crise politique sans précédent. Le Hezbollah rejoint le Bloc du changement et de la réforme dans l'opposition et manifeste dès le 1er décembre 2006 à ses côtés contre la politique du gouvernement Siniora.
Cette situation perdure jusqu'en mai 2008 où des violents affrontements armés les opposent aux forces pro-gouvernementales.
À cette date, le Hezbollah a renoncé à son objectif initial d'établir un régime islamique au Liban. Dans les régions à prédominance chiite, il prend progressivement la place de son rival Amal, accusé de corruption tandis que le Hezbollah est reconnu selon certains pour sa probité et son aide aux défavorisés.

### Conflit armé avec le gouvernement de Fouad Siniora
Le 7 mai 2008 à Beyrouth, à la suite d'une annonce du gouvernement de Fouad Siniora jugée provocatrice (le démantèlement du réseau de communication de la résistance et le limogeage de Wafic Choukair, le chef de la sécurité de l'aéroport de Beyrouth, considéré comme un proche du Hezbollah), les partisans de l’opposition bloquent plusieurs routes dans Beyrouth dont celles de l’aéroport, provoquant de violents affrontements dans la capitale. Les hostilités qui impliquent chiites, sunnites et druzes surviennent au terme de plusieurs mois d’une grave crise politique entre la majorité et l’opposition et font plus de 80 morts.
La crise politique ne prend fin qu'avec la signature entre les différentes factions de l'Accord de Doha, au Qatar.

### Élections législatives de 2009 et retour au gouvernement
Les élections législatives du 7 juin 2009 voient la victoire de la coalition du 14 mars, opposée au Hezbollah. Cependant, la coalition du 8-Mars reste assez puissante pour peser sur la vie politique.
Le Hezbollah est battu dans le Grand Beyrouth où les seuls élus chiites sont un membre du 14-Mars et un d’Amal. Rafiq Nasrallah, indépendant proche du Hezbollah, n’obtient que 21,8 % des voix chiites dans le 3e District. En revanche, le parti a 2 élus au mont Liban dans le district de Baabda, 4 dans la Bekaa dans le district de Baalbek-Hermel et 5 dans le Sud où il est cependant distancé par le mouvement rival, Amal.
Avec les 11 députés chiites du Hezbollah, 2 députés sunnites et 1 maronite, le parti forme le Bloc de la fidélité à la Résistance.
Après 5 mois de négociations, en novembre 2009, le Hezbollah entre dans le gouvernement de Saad Hariri avec deux ministres : Hussein Hajj Hassan (Agriculture) et Mohammad Fneich (ministre d’État au Développement administratif).

### Le Hezbollah, mis en accusation, quitte le gouvernement de Saad Hariri
L'enquête sur l'assassinat de Rafiq Hariri se poursuit. Le 1er mars 2009, le Tribunal spécial des Nations unies pour le Liban (TSL) est chargé d’enquêter sur l'assassinat d'Hariri. Après l'impasse de la piste syrienne, les soupçons se portent de plus en plus sur le Hezbollah.
Le 8 août 2010, Hassan Nasrallah déclare avoir des « preuves », dont des vidéos, qui impliqueraient Israël et prouveraient sa complicité dans l'assassinat sans fournir ces preuves au TSL du fait de la nature « politisée » puis déclare que le Hezbollah n’est « pas concerné par l'enquête internationale ». Israël a récusé ces accusations.
Le 12 janvier 2011, le gouvernement de Saad Hariri tombe à la suite de la démission des onze ministres de l’opposition de l'Alliance du 8-Mars (dont le Hezbollah fait partie) du fait du refus de Saad Hariri de désavouer le TSL qui menacerait d'accuser des membres du Hezbollah. Le 15 janvier 2011, des rumeurs publiées par divers médias,, font état que le TSL mettrait en cause l'Iran et son Guide suprême de la Révolution islamique, Ali Khamenei.
Le 1er juillet 2011, le ministre de l'Intérieur libanais Marwan Charbel (en) donne les noms de quatre suspects du Hezbollah cités dans les mandats d'arrêt émis le 30 juin par le TSL, à savoir Moustapha Badreddine, Salim Jamil Ayyash (en), Assad Sabra et Hussein Anaissi,. Le 3 juillet, Hassan Nasrallah rejette l'accusation et jure que les individus accusés ne seraient arrêtés par aucun gouvernement. Nasrallah décrit également le tribunal comme un complot étranger contre son parti.

### Participation au gouvernement de Najib Mikati
De juin 2011 à mars 2013, le Hezbollah participe de nouveau au gouvernement présidé par Najib Mikati et intégrant les partis pro-syriens. Il y compte deux ministres: Hussein Hajj Hassan à l'Agriculture et Mohammad Fneich, ministre d’État pour la réforme administrative. Les retombées de la guerre civile syrienne et les désaccords sur l'organisation des élections législatives provoquent la chute du cabinet.

### Assassinat de Mohammad Chatah
Le 27 décembre 2013, Mohammad Chatah, ancien ministre des finances, conseiller et l’un des plus proches collaborateurs de Saad Hariri, considéré comme l’un des dirigeants les plus influents de l'Alliance du 14-Mars hostile au Hezbollah et au régime syrien, est assassiné ainsi que six autres personnes dans un attentat à la voiture piégée dans le centre de Beyrouth.
Le Hezbollah et Bachar el-Assad sont tous deux mis en cause par plusieurs responsables politiques libanais qui demandent que soit formé un gouvernement excluant le Hezbollah. Farès Souaid, secrétaire général de l'Alliance du 14-Mars demande que les portefeuilles sécuritaires soient « entre les mains du 14 mars » expliquant que les membres de ce parti ne veulent plus « être des cibles de la machine à tuer du Hezbollah »,.

### Procès des meurtriers présumés de Rafic Hariri
Le 16 janvier 2014 débute le procès de quatre membres du Hezbollah accusés de l'assassinat en 2005 de Rafic Hariri. Selon l'accusation, Moustapha Badreddine, 52 ans, et Salim Ayyash, 50 ans, ont préparé et exécuté l'attentat. Hussein Oneissi, 39 ans, et Assad Sabra, 37 ans, sont accusés d'avoir envoyé à la chaîne d'information Al Jazeera « une fausse cassette vidéo pour revendiquer le crime au nom d'un groupe fictif. » L'accusation compte appeler huit témoins et prouver la culpabilité des accusés par « les relevés des communications entre plusieurs téléphones portables » qui appartiendraient aux accusés. Un cinquième suspect, Habib Merhi, avait été mis en accusation le 10 octobre 2013. Moustapha Badreddine, chef présumé du groupe, est soupçonné d'avoir organisé les attentats contre les ambassades de France et des États-Unis au Koweït en 1983.
Le 2 janvier 2015, l'ONU annonce la prolongation du mandat du Tribunal spécial pour le Liban jusqu'en 2018. Les audiences se poursuivent en janvier 2015, en l'absence des accusés jugés par contumace. Quelle que soit l'issue, le TSL ne pourra condamner que des individus et non des organisations ou des États : le procès, dénoncé par le Hezbollah comme une « machination israélo-américaine », ne saurait donc aboutir à une condamnation pénale de ce mouvement. En juillet 2015, l'avocat d'un des accusés, Hussein Oneissi, affirme que le dossier est vide et que le procureur n'a aucune preuve.

### Participation au gouvernement de Tammam Salam
Le gouvernement Mikati, chargé des affaires courantes, se maintient avec des pouvoirs réduits jusqu’au début de 2014. Le 15 février, un nouveau gouvernement est constitué autour de Tammam Salam, un sunnite modéré de l'Alliance du 14-Mars. Le Hezbollah a pesé sur sa formation en empêchant la nomination à l’Intérieur de son ancien adversaire, le général à la retraite Achraf Rifi (en), qui obtient cependant le ministère de la Justice. Les deux ministres du Hezbollah se voient attribuer de nouveaux postes : Mohammad Fneich est nommé ministre d’État pour les Affaires parlementaires, et Hussein Hajj Hassan, ministre de l'Industrie.
L'élection de Michel Aoun au poste de président de la République en octobre 2016 marque une réelle avancée pour le Hezbollah qui a soutenu sa candidature et concrétise la suprématie tant politique que militaire du parti chiite.

### Liens avec l'extrême droite européenne
Le Hezbollah aurait des liens avec le mouvement italien CasaPound.
En 2013, des représentants du groupe national-révolutionnaire polonais Falanga ont rencontré des combattants du Hezbollah en Syrie déchirée par la guerre civile, s'engageant avec les forces pro-gouvernementales du président Bachar Al-Assad.
En mars 2019, Nick Griffin, Roberto Fiore, Udo Voigt et d'autres membres de l'extrême droite européenne (regroupés dans l'Alliance pour la paix et la liberté) ont rendu visite à un dirigeant du Hezbollah et, selon MEMRI, auraient proclamé leur soutien au Hezbollah dans sa lutte contre Israël,,,,.

### Assassinat de Lokman Slim
Le 4 février 2021, l'écrivain et intellectuel Lokman Slim est criblé de balles près de Nabatieh.
Le Hezbollah est fortement soupçonné d’être derrière son assassinat,.
Lokman Slim avait en effet accusé ouvertement le Hezbollah et le régime de Damas, avec la complicité de la Russie, d’être responsables des explosions du port de Beyrouth, quelques semaines avant son assassinat.

### Gouvernement Salam (depuis 2025)
Après l'affaiblissement du Hezbollah à la suite de la guerre entre le Hezbollah et Israël de 2024, un nouveau président est élu en janvier 2025 : Joseph Aoun, décrit comme le « candidat préféré » des États-Unis. Un gouvernement est formé par Nawaf Salam en février. Les États-Unis insistent pour que le Hezbollah ne fasse pas partie du gouvernement, toutefois deux ministres proches du parti sont nommés : Rakan Nassereddine (ar) à la Santé et Mohammad Haïdar au Travail,. L'une des premières décisions du gouvernement Salam est d'adopter une résolution déclarant que seule l'armée libanaise a le droit de défendre le territoire libanais ne mentionnant plus le droit du peuple libanais à défendre le territoire national, l'une des principales justifications du Hezbollah. En conséquence de cette décision, le gouvernement demande, en août 2025, à l'armée de mettre en place un plan pour désarmer le Hezbollah d'ici la fin de l'année. De son côté, le Hezbollah demande qu'Israël arrête ses frappes sur le Liban avant d'entrer dans une discussion et annonce qu'il va ignorer la décision du gouvernement car elle « prive le Liban de l'arme de la résistance contre l'ennemi israélien ».

## Politique de ciblage
Après les attentats du 11 septembre 2001, le Hezbollah condamne Al-Qaïda pour avoir pris pour cible des civils dans le World Trade Center. Le Hezbollah dénonce les massacres en Algérie perpétrés par le Groupe islamique armé, les attaques d'Al-Gama'a al-Islamiyya contre des touristes en Égypte, le meurtre de Nick Berg et les Attentats du 13 novembre 2015 en France perpétrés par l'EEIL.
Bien que le Hezbollah ait dénoncé certaines attaques contre des civils, certains accusent l'organisation de l'attentat à la bombe contre une synagogue argentine en 1994. Le procureur argentin Alberto Nisman, Marcelo Martinez Burgos et leur « équipe d'environ 45 personnes » déclarent que le Hezbollah et ses contacts en Iran sont responsables de l'attentat à la bombe de 1994 contre un centre culturel juif en Argentine, au cours duquel « quatre-vingt-cinq personnes sont tuées et plus de deux-cent autres blessées ».

## Activités militaires
Le Hezbollah dispose d'une branche militaire connue sous le nom de Conseil du Djihad dont l'une des composantes est Al-Muqawama al-Islamiyya (« La Résistance islamique »), et est le sponsor possible d'un certain nombre de groupes militants moins connus, dont certains qui ne sont peut-être rien de plus que des façades pour le Hezbollah lui-même, y compris l’Organisation des Opprimés, l’Organisation de Justice Révolutionnaire, l’Organisation du Droit contre le Mal et les Disciples du Prophète Mahomet.

### Brigades de la résistance libanaise
Les Brigades de la résistance libanaise (arabe : سرايا المقاومة اللبنانية Saraya al-Moukawama al-Lubnaniyya), également connues sous le nom de Brigades libanaises de résistance à l'occupation israélienne, ont été créées par le Hezbollah en 1997 en tant que volontaires multiconfessionnels (chrétiens, druzes, sunnites et chiites). force pour lutter contre l’occupation israélienne du sud du Liban. Avec le retrait israélien du Liban en 2000, l'organisation a été dissoute.
En 2009, les Brigades de la Résistance ont été réactivées, composées principalement de partisans sunnites de la ville méridionale de Sidon. Ses effectifs ont été réduits fin 2013 de 500 à 200-250 en raison des plaintes des habitants concernant certains combattants du groupe qui exacerbaient les tensions avec la communauté locale. Elles ont activement participé à la lutte contre l'EEIL.
Les Brigades de la résistance libanaise ont également participé à la guerre contre Israël de 2023 sur le front du Sud-Liban.

### Assistances aux milices alliées dans les conflits régionaux
Le Hezbollah, participant déjà à la guerre civile libanaise, a envoyé plusieurs renforts vers l'Iran qui combattait le régime de Saddam Hussein en Irak[citation nécessaire].
Pendant la Guerre de Bosnie, le Hezbollah pose un pied en Europe en appuyant activement les forces bosniaques par l'envoi d'environ 150 combattants volontaires.
Le Hezbollah a combattu aux côtés de plusieurs groupes laïcs et nationalistes syriens affiliés au régime de Bachar el-Assad durant la guerre civile syrienne. Présent en Syrie pendant cette guerre civile, il est considéré par une source iranienne comme la branche syrienne du Hezbollah. Le Hezbollah libanais combat souvent aux côtés des Aigles de la tornade, branche armée du Parti social nationaliste syrien, composé principalement de chrétiens orthodoxes et de musulmans chiites laïcs, par exemple pendant les affrontements frontaliers israélo-libanais de 2023 et 2024 et auparavant dans le conflit au Sud-Liban de 1985-2000 contre les Israéliens et leurs collaborateurs de l'Armée du Sud-Liban[réf. souhaitée]. Il a également apporté de l'assistance à des chrétiens syriens dans la guerre contre les groupes djihadistes sunnites, augmentant sa popularité parmi la communauté chrétienne de Syrie.
Le Hezbollah libanais soutient également les rebelles d'Ansar Allah dans la guerre civile yéménite, et a envoyé une cinquantaine d'hommes pour leur porter assistance.

## Conflit israélo-libanais de 2006

### Attaque de civils
Le 23 juillet 2006, le responsable humanitaire de l’ONU Jan Egeland déclare qu'« Israël viole le droit humanitaire » en bombardant la ville de Beyrouth et, le lendemain, il critique le Hezbollah. Pour M. Egeland, « le Hezbollah doit cesser de se fondre lâchement […] parmi les femmes et les enfants. […] J'ai entendu qu'ils étaient fiers parce qu'ils avaient perdu très peu de combattants et que ce sont les civils qui subissent le plus gros [des attaques israéliennes]. Je ne pense pas que quiconque devrait être fier d'avoir plus de morts parmi les enfants et les femmes que les hommes armés ».
Le 29 août 2007, Human Rights Watch publie un rapport dans lequel le Hezbollah est accusé d'avoir visé sciemment les populations civiles israéliennes, parfois de l'aveu même de commandants ou de combattants de l’organisation chiite. HRW reproche notamment au Hezbollah d’avoir tiré à l’aveugle en utilisant des roquettes non guidées pouvant s’écraser sur des zones civiles au lieu d’atteindre leurs cibles militaires éventuelles et d’avoir visé des villes comme Karmiel, Nahariya ou Kiryat Shmona qui étaient pourtant éloignées de toute cible militaire légitime apparente.
Le Hezbollah est également accusé d’avoir fait usage, faute d’hélicoptères d'attaques, de chars lourds et de munitions à l'uranium appauvri, de bombes artisanales à sous-munitions contenant des billes d'acier pouvant tuer ou gravement blesser dans un très large rayon autour de l'impact.
Avant la publication du rapport, le Hezbollah lance une vive campagne contre HRW par le biais de sa chaîne de télévision Al-Manar. La chaîne qualifie Human Rights Watch d’« association américaine greffée de juifs » et des manifestations de plusieurs associations ont entraîné l'annulation de la conférence de presse que l’organisation américaine de défense des droits de l’homme avait prévu de tenir à Beyrouth. Selon Le Monde, la chaîne aurait un discours teinté d'antisémitisme.

## Implication dans les conflits du Moyen-Orient depuis 2012

### Activités du Hezbollah dans les monarchies du Golfe et au Yémen
Le Hezbollah a été plusieurs fois accusé d'activités subversives dans les monarchies du Golfe où vivent d'importantes communautés chiites.
Le 16 février 2013, Samira Rajab (en), ministre bahreïnie de l'Information, a qualifié le Hezbollah libanais de « milice terroriste ». Elle a affirmé au quotidien saoudien Al-Watan que « le Hezbollah est présent à Manama ». Selon elle, un membre important de l'opposition chiite à Bahreïn a rencontré récemment Hassan Nasrallah au Liban. Elle a estimé que cela prouvait que « le Hezbollah interfère dans les affaires intérieures de Bahreïn ». Selon L'Orient-Le Jour, le Hezbollah a « affiché son soutien à la révolte populaire de l'opposition chiite au royaume depuis 2011 » ce qui a « affecté les relations bilatérales entre le Liban et Bahreïn », en particulier à la suite des attaques de Nasrallah à l'encontre du royaume sunnite.
En juin 2013, le Conseil de coopération du Golfe vote des sanctions contre le Hezbollah, concernant les permis de séjour et les opérations financières de ses membres, pour son rôle dans la guerre civile syrienne, déclarant que « la nature du parti et ses véritables objectifs qui dépassent le cadre du Liban et de la nation arabe » ; le 10 juin, le Qatar a expulsé de son territoire dix-huit Libanais, sans toutefois confirmer qu'il s'agit de membres du Hezbollah,.
Le 25 juin 2018, lors de la guerre civile yéménite, la coalition annonce la mort de huit membres du Hezbollah à Sa'dah.

### Transferts d'armement à partir de la Syrie
Le 31 janvier 2013, selon le quotidien libanais L'Orient-Le Jour, l’aviation israélienne a mené un raid sur le territoire syrien contre « un convoi se dirigeant vers le Liban ». Des sources sécuritaires libanaises ont affirmé qu’il s’agissait d’un « convoi armé en direction du Liban qui a été touché du côté syrien de la frontière vers 23 h 30 GMT ». Dans le même temps des missiles avaient touché un « centre de recherches sur les armes non conventionnelles » proche de Damas provoquant « un incendie et faisant au moins 2 morts » selon des témoins. Un diplomate occidental en poste au Liban a déclaré que « la cible était un camion transportant des armes, se dirigeant de Syrie vers le Liban » et que les armes à destination du Hezbollah « comprenaient probablement des missiles antiaériens et antichars sophistiqués ». Des responsables israéliens avaient averti à plusieurs reprises que Tsahal attaquerait des convois susceptibles de transporter des armes chimiques ou d’autres types d’armement équipant l’armée syrienne, tels que des missiles Scud ou des missiles antiaériens vers le Liban pour le Hezbollah. Selon la chaîne d'information saoudienne Al-Arabiya, qui citerait « un expert militaire israélien », le convoi ciblé transportait des missiles SA-17. Israël n'a fait aucun commentaire officiel,,.
Les 4 et 5 mai 2013, l’aviation israélienne a mené deux raids près de Damas. Le premier aurait eu pour cible un entrepôt situé sur l'aéroport de Damas contenant des missiles sol-sol de fabrication iranienne Fateh-110 (en) ayant une portée de 200 à 300 km, ce qui lui permettrait d'atteindre l'essentiel du territoire israélien. Le second, aurait visé un « centre de recherches scientifiques » à Jamraya considéré comme étant le principal centre de développement d'armes biologiques et chimiques, déjà touché fin janvier ainsi que deux objectifs militaires. Selon des sources américaines citées par les cibles visées étaient sous la protection de miliciens du Hezbollah et de la Force Al-Qods iranienne. CNN a précisé que selon « un haut responsable américain » le raid visait probablement des systèmes de lancement d'armes chimiques. Un bilan de l'Observatoire syrien des droits de l'homme fait état de « la mort de 42 soldats » et ajoute que « le sort d'une centaine d'autres reste inconnu. ». Les autorités syriennes n'ont pas fourni de bilan officiel. Une chaîne de télévision proche du Hezbollah a affirmé que la Syrie était désormais prête à fournir au Hezbollah des « armes de haute qualité » qu'elle n'avait pas fourni auparavant et qu'une décision de principe de riposter avait été prise par la Syrie, l'Iran et le Hezbollah,,,.
Le 9 mai 2013, Hassan Nasrallah a déclaré que la Syrie allait fournir à sa milice des armes « changeant les règles du jeu » comme réponse de la Syrie aux frappes israéliennes précisant dans un discours télévisé que « La Syrie fournira à « la résistance » des armes sophistiquées que « la résistance » n'a jamais obtenues auparavant ». Il a aussi annoncé que la Syrie allait permettre à des « groupes de résistance » de combattre Israël sur le plateau du Golan précisant que « ceux qui veulent une guerre contre la Syrie auront pour réponse l'ouverture d'un front sur le Golan pour tous les groupes de « la résistance populaire » ».
Le même jour, le vice-ministre des Affaires étrangères syrien, Fayçal Moqdad, a qualifié de « mensonges » les informations selon lesquelles des armes en provenance d'Iran sont fournies au Hezbollah par la Syrie. Il a affirmé « qu'il n'y a pas d'Iran et de Hezbollah en Syrie et qu'il n'y a pas de voitures qui transféraient des armes vers le Hezbollah au Liban ».
Ces attaques ont été condamnées par la Ligue arabe mais pas par l'ONU. Le Conseil de sécurité de l'ONU n'a pas été convoqué, l'appel de la Ligue arabe pour « une action immédiate de l'organe exécutif des Nations unies » pour mettre fin à ce qu'elle qualifie de « violation dangereuse de la souveraineté d'un État arabe » est resté sans écho.
Un responsable israélien a déclaré le 5 mai que « chaque fois que des informations parviendront à Israël sur un transfert de missiles ou d'armements de Syrie au Liban, ils seront attaqués ».
Le 24 février 2014, un raid attribué à l'aviation israélienne par des sources libanaises et l'OSDH, cible un convoi ou une base de missile du Hezbollah à la frontière libano-syrienne. La télévision du Hezbollah, Al-Manar, a démenti l'information affirmant « qu'aucun raid israélien n'a eu lieu sur le territoire libanais » tout en rapportant un « intense survol de l'aviation de l'ennemi sur la région nord de la Bekaa ». Des habitants de localités libanaises proches de la frontière, ont affirmé avoir vu des bombes éclairantes avant les raids. Le 26 février, le Hezbollah confirme les raids sur l'une de ses bases au Liban et annonce qu'il ripostera contre « cette nouvelle attaque contre le Liban, sa souveraineté et son territoire »,.

### Intervention du Hezbollah dans la guerre civile syrienne
Le Hezbollah prend part au conflit syrien de 2011-2012 afin de soutenir le régime alaouite de Bachar el-Assad, un allié clé de l'Iran qui est menacé par une vaste opposition de sa population, en majorité sunnite.
La ligne officielle du Hezbollah est que la Syrie est « victime d'un complot ourdi par les États-Unis, avec la complicité d'États du Golfe, pour servir les intérêts d'Israël ». Bachar el-Assad est qualifié de « résistant », ayant appuyé « politiquement, matériellement et moralement » le Hezbollah ainsi que le Hamas et le Jihad islamique palestinien.
Le 18 juillet 2012, Hassan Nasrallah affirme que la majorité des 4 500 roquettes et missiles tirés sur Israël lors de la guerre de juillet 2006 « ont été livrés par la Syrie » et que « l'Occident veut la punir pour cela ».
Le Hezbollah est accusé d'avoir commis des viols en Syrie.
La position du Hezbollah sur « les exactions du pouvoir de Damas en territoire libanais » et qui prétend incarner « la résistance du Liban » a été critiquée, soulevant des interrogations sur sa « conception de la souveraineté » considérée comme étant « arbitraire ». Adnan Mansour, ministre libanais des Affaires étrangères issu du Hezbollah, a refusé de convoquer l'ambassadeur syrien, comme le lui avait demandé le chef de l'État libanais, Michel Sleiman, à la suite d'une incursion de l’armée syrienne de plus de 500 mètres en territoire libanais dans la région de Qaa. Selon des témoignages recueillis par la télévision libanaise MTV des soldats syriens auraient commis des destructions et des vols entraînant la fuite des habitants de la région. Des incidents similaires avaient provoqué la « colère » des habitants du Qaa, « outrés que l'armée, présente sur place, ne les ait pas protégés ».
La milice chiite libanaise aurait envoyé près de 7 000 combattants dans le but de « mater les rebelles sunnites ».[réf. nécessaire] Le 27 juillet 2012, le quotidien libanais An Nahar rapporte que le Hezbollah aurait envoyé en Syrie son « unité 910 », considérée comme une unité de combat, indiquant que des membres de cette unité combattraient avec l'armée syrienne à Homs, Al-Qusayr et Rastane et appuieraient aussi l'armée arabe syrienne dans les combats à Alep en lui apportant un soutien opérationnel.
Le quotidien koweïtien Al Seyasseh indique, selon un officier de l’armée syrienne ayant fait défection, qu'avant cette bataille, plus de 147 combattants du Hezbollah et 85 Basij iraniens auraient été tués en Syrie,.
L'analyste libanais Djihad al Zein souligne que le Hezbollah et la « famille Assad » sont liés par une alliance stratégique et que le Hezbollah « restera avec le régime jusqu'à la dernière minute » du fait de l'alliance existante entre l'Iran et la Syrie dont le Hezbollah fait partie. Selon Le Nouvel Observateur citant un responsable libanais « Ce qui importe pour le Hezbollah, c'est que la ligne d'approvisionnement de Damas lui reste ouverte. Et il est prêt à faire tout ce qui sera nécessaire pour préserver cela. ». Haim Waxman, ambassadeur adjoint d'Israël auprès des Nations unies considère que « le Hezbollah et l'Iran font partie de la machine à tuer d'Assad et qu'ils franchiront toutes les lignes pour maintenir le régime Assad au pouvoir ».
Hassan Nasrallah confirme en 2012 que des membres du Hezbollah combattent les rebelles syriens, « mais à titre individuel ». Selon l'Observatoire syrien des droits de l'homme, des Libanais « sont membres des comités populaires syriens, prorégime, et ont été entraînés par le Hezbollah ».
Le 20 février 2013, le général Selim Idriss, chef d'état-major de l'Armée syrienne libre (ASL), menace le Hezbollah de représailles contre le village libanais de Zeita, à partir duquel des tirs viseraient des villages de la région de Qousseir, en Syrie.
Le 30 avril 2013, le chef du Hezbollah reconnaît officiellement la participation de combattants du Hezbollah aux combats en Syrie. Lors d’une intervention sur la chaîne de télévision du Hezbollah Al-Manar Hassan Nassrallah a déclaré que « les vrais amis de la Syrie empêcheront sa chute entre les mains des Américains, des Israéliens et des takfiris » et que « l’objectif de la guerre en Syrie est de la détruire et d’en faire un État faible et fragile à l’instar de certains pays du printemps arabe ».
Le 9 mai 2013, le quotidien libanais al-Akhbar rapporte que Bachar el-Assad a déclaré que la Syrie allait « tout donner au Hezbollah en reconnaissance de son soutien et qu'il allait suivre son modèle de « résistance » contre Israël » ajoutant « Pour la première fois, nous avons senti que nous et eux vivions la même situation et qu'ils ne sont pas seulement des alliés que nous soutenons ».
Le 19 mai 2013, environ 1 700 combattants du Hezbollah s'engagent aux côtés des forces de Bachar el-Assad à l'assaut de la ville syrienne de Qousseir, localité à majorité sunnite, aux mains des « rebelles » opposés au régime syrien. Au moins 79 miliciens du Hezbollah auraient été tués durant la première semaine des combats et 141 depuis le début de son intervention dans les régions de Damas et de Homs, selon l'Observatoire syrien des droits de l'homme (OSDH). Selon les avis d'experts cités par l'AFP la participation du Hezbollah à la guerre en Syrie « découle d'une décision iranienne de soutenir jusqu'au bout le régime syrien », les Iraniens ayant demandé au Hezbollah de « s'engager une fois pour toutes et de façon publique car cette guerre doit décider de l'avenir de l'alliance entre l'Iran et la Syrie et peut-être de toute la région » et du fait que « la perte du pouvoir par le clan Assad aurait des répercussions mortelles pour le Hezbollah, non seulement pour son approvisionnement en armes, le passage d'hommes et d'argent, mais aussi sur le plan politique car il ne bénéficierait plus du soutien total syrien ».
Le 22 mai 2013 le ministre des Affaires étrangères français Laurent Fabius a annoncé que la France proposera que la branche militaire du Hezbollah soit inscrite « sur la liste des groupes terroristes de l'Union européenne en raison de son soutien au régime de Damas ».
Le 29 mai 2013, Laurent Fabius a estimé que le Hezbollah avait déployé 3 000 à 4 000 combattants en Syrie. Le Département d'État des États-Unis a exigé que « le Hezbollah retire immédiatement ses combattants de Syrie » dénonçant « une escalade inacceptable ». Le Conseil des droits de l'homme de l'ONU a condamné « l'intervention de combattants étrangers aux côtés des forces armées syriennes à Qousseir » et a demandé une enquête de l'ONU sur les violences dans cette ville.
Le 1er juin 2013, des tirs de roquette et de mortier provenant de Syrie frappent la région de Baalbek, bastion du Hezbollah, plusieurs combattants ont été tués lors d'affrontements entre rebelles syriens et des miliciens du Hezbollah. Les rebelles avaient menacé de mener des attaques contre le Hezbollah, Selim Idriss, chef de l'Armée syrienne libre, avait averti le 28 mai 2013 que « si le mouvement chiite libanais Hezbollah n'arrêtait pas dans les 24 heures son agression en Syrie, où ses hommes combattent aux côtés du régime, les forces insurgées les pourchasseraient même en enfer ». Dans ce contexte, un influent prédicateur islamique, Youssef al-Qaradâwî a appelé les musulmans sunnites à soutenir les rebelles en qualifiant le parti chiite de « parti de Satan » et les pays du Golfe ont annoncé envisager de prendre des sanctions contre le Hezbollah,,,,.
Le 5 juin 2013 une résolution adoptée au Caire par les ministres des Affaires étrangères de la Ligue arabe condamne l'intervention du Hezbollah. Cette condamnation est suivie par celle de l'Arabie saoudite, chef de file des monarchies du Golfe qui ont promis de sanctionner le Hezbollah en représailles à leur intervention en Syrie. Les opinions publiques arabes montrent une hostilité croissante contre ce mouvement qu'elles considèrent comme une émanation des Gardiens de la révolution iranienne. Cette tendance s'est amplifiée après le meurtre d'un manifestant protestant contre la participation du Hezbollah aux combats en Syrie devant l'ambassade d'Iran à Beyrouth par des miliciens du Hezbollah. Sarkis Naoum, éditorialiste du journal libanais An Nahar estime que « l’État dans l’État du Hezbollah existe déjà » et que cet assassinat « démontre que s'ils sont défiés, ils descendront dans la rue. Ils ont écrasé cette manifestation pour qu'elle ne se reproduise pas ailleurs ». Fawaz Gerges (en), spécialiste du Moyen-Orient, considère que « la division entre les musulmans chiites et sunnites est aussi profonde et aussi large que les lignes de fracture entre les Arabes et les Israéliens » et que la « déclaration de Nasrallah est extrêmement évocatrice des tempêtes très violentes et menaçantes qui se développent dans les terres arabes ». Après la prise du bastion stratégique rebelle de Qousseir grâce au soutien crucial du Hezbollah, Laurent Fabius a « déploré le fait que les troupes de Bachar al-Assad et surtout le Hezbollah et les Iraniens, avec les armes russes, ont repris un terrain considérable ». En réaction à la chute de Qousseir, cinq roquettes ont été tirées sur la ville libanaise de Baalbek, contrôlée par la milice chiite,,,,,,.
Le 19 juin 2013, Al-Arabiya rapporte que les opposants au régime de Bachar al-Assad accusent le Hezbollah d'avoir fait usage d'armes chimiques à Damas, spécifiquement du gaz sarin, conjointement avec l’armée syrienne.
Le 10 juillet 2013, le Conseil de sécurité des Nations unies a appelé mercredi le Hezbollah à ne plus s'impliquer directement dans le conflit syrien,.
En novembre 2013, les forces du Hezbollah et du régime syrien sont engagées dans une série de combats dans la région du mont Qalamoun, carrefour stratégique entre Damas et la région centrale de la Syrie, mais aussi base d'opération d'importants groupes rebelles dont le Front al-Nosra qui aurait organisé plusieurs attentats ou tentatives d'attentats contre le Hezbollah au Liban.
Le 29 décembre 2013, un responsable de Tsahal cité par le site du quotidien israélien Yediot Aharonot estime que « plus de 300 miliciens du Hezbollah ont été tués en Syrie, y compris ceux dont la mort n'a pas été déclarée ».
Le 12 juillet 2019, le Hezbollah annonce avoir réduit les effectifs de ses forces en Syrie.

### Répercussions au Liban de l'engagement du Hezbollah en Syrie
Le 26 mai 2013, quelques heures après l'annonce par Hassan Nasrallah que « le Hezbollah se battra jusqu'au bout aux côtés de l’armée syrienne » deux roquettes de type Grad se sont abattues sur un quartier du Sud de Beyrouth contrôlé par le Hezbollah, faisant au moins cinq blessés. Ces tirs sont considérés comme une réaction aux propos de Nasrallah,.
Le 23 juin 2013, de violents combats opposent à Abra l'armée libanaise à des partisans d'un chef de faction salafiste, connu pour ses diatribes contre le Hezbollah du fait de son engagement en Syrie, 18 militaires libanais et des dizaines de militants salafistes sont tués dans les affrontements. Le Courant du futur parti de l’ancien Premier ministre Saad Hariri, accuse le Hezbollah d'être intervenu « militairement » dans ces combats et déclare que « les problèmes du Liban ne peuvent être réglés tant que le Hezbollah ne retire pas ses milices de Syrie ».
Le 9 juillet 2013, un attentat fait au moins 38 blessés, dans une zone commerçante du quartier de Bir al-Abed connue pour abriter de nombreux bureaux du Hezbollah. Le 16 juillet, l'un de ses convois qui se dirigeait vers la frontière syrienne est visé par une bombe, faisant 2 blessés. Al-Manar, la chaîne de télévision du Hezbollah, citant des sources de sécurité libanaises, annonce qu'une semaine avant cet attentat, le chef de la CIA au Liban avait informé les services de sécurité libanais sur l'intention de groupes liés à Al-Qaïda de commettre une série d'attaques contre le Hezbollah. Selon ces informations, deux camions, chacun chargé de sept tonnes d'explosifs et conduits par des kamikazes, se dirigeaient en provenance de Syrie vers Dahiyeh, le bastion du Hezbollah à Beyrouth.
Le 15 août 2013, une voiture piégée explose à Roueiss, l'un des fiefs du Hezbollah dans la banlieue sud de Beyrouth. L'explosion fait au moins 22 morts et 300 blessés. Cet attentat survient le lendemain d'un entretien de Nasrallah dans lequel il affirme que son parti prenait des mesures pour éviter des attentats dans les secteurs sous son contrôle. Deux groupuscules syriens inconnus ont revendiqué cet attentat qu'ils ont présenté comme une « riposte » à l'implication du Hezbollah dans les combats aux côtés du régime syrien.
Le 19 novembre 2013, un double attentat suicide cible l'ambassade d'Iran à Beyrouth faisant 25 morts et plus d'une centaine de blessés. Cet attentat est revendiqué par un groupe lié à Al-Qaïda qui a prévenu que « les attentats se poursuivraient au Liban tant que le Hezbollah continuerait de combattre en Syrie aux côtés du régime ». Il s'agit de la première attaque contre la République islamique depuis le début du conflit en Syrie. Parmi les victimes figurent, Ibrahim Ansari, le « conseiller culturel » de l'ambassade et un gardien iranien. Après avoir accusé Israël,, Nasrallah met en cause les services secrets saoudiens.
Le 4 décembre 2013, l'un des dirigeants du mouvement chiite et proche de son chef, Hassan al-Laqis, est, selon le Hezbollah, « assassiné d'une ou plusieurs balles dans la tête à l'aide d'un pistolet à silencieux » dans un quartier résidentiel de la banlieue de Beyrouth. Nasrallah accuse de nouveau les Israéliens. Le porte-parole du ministère des Affaires étrangères israélien, a démenti ces « accusations automatiques et sans fondement contre Israël », conseillant au Hezbollah de « chercher ailleurs des explications à ce qui leur arrive » et de « réfléchir à leurs propres actes ». Selon des sources proches des services de renseignement israéliens, al-Laqis était responsable pour le Hezbollah de l'approvisionnement en armes en provenance d'Iran, dont des équipements de communication sophistiqués, des missiles et des drones,. Le 28 décembre, un groupe jihadiste libanais, les Brigades Abdullah Azzam, a posté sur son site internet une vidéo affirmant qu'al-Laqis n'a pas été tué « par les Juifs » mais est mort dans le double attentat ayant frappé l'ambassade iranienne à Beyrouth.
Le 2 janvier 2014, cinq personnes sont tuées et 66 autres blessées dans un attentat à la voiture piégée dans le quartier de Haret Hreik, dans la banlieue sud de Beyrouth ; il s'agit de la quatrième attaque contre ce bastion du Hezbollah, depuis juillet. L'État islamique en Irak et au Levant a revendiqué l’attentat qualifiant le Hezbollah de « Parti du Diable » et promettant « qu’un lourd prix à payer attend ces ignobles criminels »,. Le 21 janvier un nouvel attentat causé par une voiture piégée conduite par un kamikaze frappe le quartier de Haret Hreik, faisant au moins quatre morts et 35 blessés. Il a été revendiqué par le « Front Al-Nosra au Liban », considéré comme une branche d'un groupe syrien lié à Al-Qaïda.
Le 19 février 2014, deux voitures piégées explosent à proximité d'un centre culturel iranien dans le quartier de Bir Hassan au sud de Beyrouth. L'attentat revendiqué par un groupe djihadiste proche d'Al-Qaïda fait quatre morts et une centaine de blessés.
Le 10 mai 2016, Moustapha Badreddine, commandant en chef de la branche militaire du Hezbollah, est tué près de l'aéroport de Damas, peut-être par une frappe aérienne israélienne,,.
Les milices chiites étrangères pro-iraniennes, dont le Hezbollah, pratiquent le mut'a dans les territoires sous le contrôle du régime, et ouvrent des agences, comme à Alep.

### Raid aérien israélien contre le Hezbollah sur le Golan syrien
Le 18 janvier 2015, six combattants du Hezbollah dont deux hauts responsables, Jihad Moughniyeh, le fils d’Imad Moughniyeh, chef des opérations militaires du Hezbollah, tué dans un attentat à la voiture piégée en 2008 à Damas, et le commandant Mohamed Issa, qui supervisait l’intervention du Hezbollah en Syrie sont tués. Le raid mené par des hélicoptères de Tsahal a eu lieu près de Quneitra sur le plateau du Golan non loin de la frontière israélienne, théâtre de violents combats entre les islamistes du Front Al-Nosra, la branche syrienne d’Al-Qaïda, avec l’armée syrienne et le Hezbollah. Il est survenu trois jours après des déclarations de Hassan Nasrallah, confirmant qu'il possède des missiles balistiques pouvant toucher l’ensemble du territoire israélien.
Le 19 janvier, le Hezbollah et les Gardiens de la Révolution iraniens confirment que le général iranien Mohamed Ali AllahDadi a aussi été tué durant le raid. Selon l'AFP cinq autres iraniens seraient aussi morts durant ce raid. Israël a confirmé ce raid contre des « éléments terroristes » accusés de préparer des attaques contre son territoire,,.
Selon le New York Times, Moustapha Badreddine, un des accusés du TSL dans le procès des assassins présumés de Rafiq Hariri, aurait dû se trouver à cette réunion, mais était absent.
Le 28 janvier, le Hezbollah vise à deux reprises l'armée israélienne à la frontière israélo-libanaise dans la région dite des « fermes de Chebaa sur le plateau du Golan. » Un missile antichar touche une patrouille israélienne, faisant deux morts et dix blessés. Cette attaque est présentée par le Hezbollah comme une riposte au raid israélien.

### Sabotage des bipeurs et des talkies-walkies du Hezbollah
Le 16 septembre 2024, les bipeurs de milliers de membres du Hezbollah au Liban sont la cible d'une attaque technologique qui cause l'explosion de l'appareil et fait des dizaines de morts et plusieurs milliers de blessés. Le chef du Hezbollah, Hassan Nasrallah, avait quelques mois plus tôt ordonné aux membres de son organisation d'abandonner les téléphones cellulaires au profit des bipeurs plus difficilement localisables par les Israéliens et qu'ils devaient porter en permanence de façon à être joignables en cas de guerre. Selon le New York Times, la société ayant fourni les bipeurs au Hezbollah avait été créée par des membres des services secrets israéliens. Le lendemain, ce sont les talkies-walkies du Hezbollah qui explosent, causant la mort de plus de 25 personnes et des centaines de blessés.
Au 20 septembre 2024, Israël n'a toujours pas reconnu son implication dans cette double attaque.

## Attentats et incidents hors du Liban après 1990

### En 1992

#### Turquie
Le 7 mars 1992, le responsable de la sécurité à l'ambassade d'Israël à Ankara est tué dans un attentat contre sa voiture. Les autorités turques tiennent le Hezbollah pour responsable.

#### Argentine
Le 17 mars 1992, un attentat à la bombe organisé par le Hezbollah fait 29 morts et 242 blessés à l'ambassade israélienne en Argentine[réf. nécessaire].

### En 1994

#### Argentine
Le 18 juin 1994, à Buenos Aires (Argentine), un attentat à la voiture piégée détruit un bâtiment abritant plusieurs associations ou organisations juives, dont l'Association mutuelle israélite argentine (AMIA), faisant 84 morts et 230 blessés. C'est l'attentat à la bombe le plus meurtrier jamais commis sur le sol argentin. Les soupçons se portant dès le début sur l'Iran et le Hezbollah plusieurs membres de la communauté chiite locale sont arrêtés puis relâchés faute de preuve. L'une des pistes de l'enquête accuse le Hezbollah et l'Iran d'avoir organisé l'attentat. En 2006, le procureur Nisman a accusé le gouvernement iranien et le mouvement libanais Hezbollah d'être responsables de l'attentat et a émis des mandats d'arrêts contre des officiels iraniens et Imad Moughniyah, membre du Hezbollah, qui fut assassiné en 2008 dans un attentat à la voiture piégée à Damas. Le 9 novembre 2005, le procureur avait affirmé que l'un des auteurs de l'attentat était mort lors de l'explosion, et qu'il s'agissait d'Ibrahim Berro (ar), membre du Hezbollah. Cette affirmation provenait du Mossad, tandis que le Hezbollah affirmait que ce dernier avait été tué dans un combat contre l'armée israélienne au Sud-Liban le 9 septembre 1994. En l'absence de prélèvements effectués sur la scène du crime, cette affirmation n'a jamais été démontrée. À ce jour[Quand ?], les responsables de l'attentat n'ont pas été identifiés avec certitude.

#### Panama
Le lendemain de l'attentat de l'AMIA en Argentine, un avion de vol intérieur à Panama, le vol Alas Chiricanas 901 (en) a explosé en vol, tuant les 18 passagers et 3 membres d'équipage, dont 12 Juifs. L'enquête a déterminé qu'une bombe avait explosé à bord, et soupçonné un attentat suicide. Le Hezbollah a été soupçonné d’être impliqué dans cet attentat par les autorités américaines, mais celui-ci n'a jamais été résolu.
Cependant, le 25 octobre 2006, deux procureurs argentins recommandent à un juge d'ordonner l'arrestation de l'ancien président iranien Hachemi Rafsanjani et de sept autres hauts responsables iraniens, déclarant que « la décision d'attaquer » le centre « avait été prise en 1993 par les plus hautes autorités du gouvernement iranien de l'époque », et ajoutant que le Hezbollah libanais avait été chargé de commettre l'attentat. Le 9 novembre 2006, suivant cette recommandation, le juge fédéral Rodolfo Canicoba Corral lance un mandat d'arrêt international contre M. Rafsandjani et des sept autres personnes et demande l'aide d'Interpol dans cette affaire. En 2008, l'ancien président argentin Carlos Menem est inquiété pour avoir protégé 2 syro-argentins ayant des liens avec un des diplomates iraniens incriminé.

### En 2009

#### Égypte
En avril 2009, l'Égypte accuse le Hezbollah de préparer un attentat contre des touristes israéliens dans une station balnéaire du Sinaï. Des membres du Hezbollah sont arrêtés en territoire égyptien, les services secrets égyptiens affirmant que ces membres avaient en leur possession des explosifs et des armes. Neuf personnes ont été inculpées par un procureur égyptien.
Nasrallah a déclaré que le Libanais arrêté le 19 novembre 2008 avec des Égyptiens et des Palestiniens était accusé de s'occuper « de contrebande d'armes et d'équipements pour la bande de Gaza ainsi que l'acheminement d'hommes par la frontière égyptienne » pour aider la « résistance à l'intérieur de la Palestine ». Il a nié les accusations selon lesquelles le « Hezbollah cherche à nuire à la sécurité égyptienne ou envisage des attaques contre des cibles égyptiennes ». Il a accusé le régime égyptien de « travailler jour et nuit à la destruction des tunnels de Gaza et qu'il devrait être inculpé pour le siège de Gaza ». Le quotidien égyptien Al-Ahram, rapporte que parmi les personnes arrêtées se trouvaient deux employés d'une station de télévision iranienne ayant des bureaux au Caire.

### En 2010

#### Égypte
Le 28 avril 2010, 26 hommes dont 4 en fuite sont condamnés à des peines allant de la perpétuité à six mois de prison pour avoir projeté des assassinats et planifié des attentats contre des sites touristiques et des navires empruntant le canal de Suez. Hassan Nasrallah déclare que « Ces jugements sont un honneur pour ces nobles frères de la résistance ».

### En 2011

#### Turquie
En juillet 2011, le journal italien Corierre della Sera rapporte, selon des sources américaines et turques, que le Hezbollah était derrière un attentat à Istanbul en mai 2011 ayant blessé huit civils turcs. Selon ce journal il s'agissait d'une tentative d'assassinat du consul d'Israël en Turquie qui avait pour but de venger la mort d'un scientifique iranien dans le domaine du nucléaire. L'Iran avait accusé le Mossad. Les services de renseignements turcs (MIT) ont démenti ces informations.

### En 2012

#### Thaïlande
En janvier 2012 un Libanais, présumé membre du Hezbollah, a été arrêté à Bangkok. Le ministre de la Défense thaïlandais, Yuthasak Sasiprapha, a estimé que les cibles probables visées étaient l'ambassade d’Israël ou des synagogues.

#### Inde
Le 13 février 2012, une bombe posée sur la voiture d'un diplomate israélien à New Delhi par un motard explose blessant quatre personnes, un diplomate israélien et 3 Indiens. L'Iran et le Hezbollah sont suspectés d’être derrière cet attentat.

#### Azerbaïdjan
Le 13 février 2012, la police azérie interpelle à Bakou plusieurs personnes liées à l'Iran et au Hezbollah et soupçonnées de préparer des attentats dans le pays. Selon la télévision d’État, AzTV, citant des sources du ministère de la Sécurité intérieure, les suspects avaient collecté des informations sur des cibles potentielles et acheté des explosifs, des armes et des munitions.

#### Géorgie
Le 14 février 2012 un employé de l'ambassade israélienne à Tbilissi trouve un engin suspect dans sa voiture. La bombe est désamorcée. Le Hezbollah et l'Iran sont pointés du doigt par Israël.

#### Singapour
Le 16 février 2012, un complot visant à assassiner le ministre de la Défense israélien, Ehud Barak, a été déjoué par les services de Sécurité singapouriens en coopération avec le Mossad selon Al Jarida, un journal koweïtien, qui a affirmé que « trois membres d'une cellule terroriste du Hezbollah et l'Iran ont été arrêtés par les services de Sécurité de Singapour ».

#### Chypre
En juillet 2012, un Libanais a été arrêté par la police chypriote qui le soupçonnait de planifier des attaques contre des touristes israéliens. Selon des responsables sécuritaires locaux, le suspect a reconnu être un membre du Hezbollah. Il était en possession de photographies de cibles israéliennes et d'informations sur les lieux fréquentés par des touristes israéliens et sur les autobus qu'ils utilisent ainsi que sur les vols de compagnies d'aviation israéliennes. Son objectif aurait été de planifier une attaque contre un autobus ou avion transportant ces touristes. En février 2013, le suspect, Hossam Taleb Yaacoub, qui a aussi la nationalité suédoise, a admis lors de l'ouverture de son procès à Chypre être un membre du Hezbollah. Il a déclaré être venu dans ce pays pour un « voyage d'affaires » et qu'il n'avait pas eu l'intention de nuire. Il a avoué avoir été chargé de recueillir des informations sur des touristes israéliens de novembre 2011 à janvier 2012 et en juillet. Yaacoub a déclaré qu'avant qu'il quitte le Liban il avait rencontré « un homme masqué » qui lui a demandé de recueillir des informations « sur les vols en provenance d’Israël, les lignes d'autobus employées par les touristes israéliens, les restaurants cachers et d'autres endroits qu'ils fréquentent sur l'île ». Il a été inculpé d'appartenance à « une organisation criminelle dont le but est de frapper des citoyens israéliens dans le monde entier ». Il a reconnu avoir mené des missions similaires en Turquie, aux Pays-Bas et en France. Chypre étant membre de l'Union européenne, le verdict de la cour chypriote pourrait influencer le débat sur la qualification du Hezbollah comme organisation terroriste.

#### Bulgarie
Le 18 juillet 2012, un attentat-suicide est perpétré par un terroriste à l’aéroport de Bourgas contre des autobus de touristes israéliens. Le bilan est de sept morts : cinq touristes israéliens, le chauffeur bulgare de l'un des autobus et le kamikaze. On compte aussi 32 blessés dont trois dans un état critique. L'attentat a visé l'un des bus transférant des vacanciers israéliens, peu après leur descente de leur avion-charter arrivé d'Israël avec 154 personnes à bord qui devaient se rendre à la station balnéaire de Slantchev Briag (Côte du Soleil), au nord de Bourgas.
Le 5 février 2013, le gouvernement de la Bulgarie désigne le Hezbollah comme étant responsable de l'attentat de Bourgas. Selon le ministre de l'Intérieur bulgare, il existerait « des informations concernant des financements et une appartenance au Hezbollah de deux personnes, dont l'auteur de l'attentat »
Le numéro deux du Hezbollah, Naïm Qassem, accuse Israël de « mener une campagne d'accusations, d'allégations et de calomnies » contre cette organisation. Le gouvernement libanais qui est dominé par le Hezbollah et ses alliés, a annoncé que son pays allait « coopérer avec Sofia pour élucider les circonstances de l'attentat ». Le 15 février, le ministre de l'Intérieur bulgare a affirmé que les « poseurs de bombes » ont apporté un soutien à une partie des structures du Hezbollah au Canada et en Australie et ont eu des contacts avec d'autres représentants de cette organisation.
Ce développement a relancé le débat sur une possible inscription de cette organisation sur la liste des organisations terroristes de l'Union européenne,. Le 21 février, le président israélien Shimon Peres a appelé les pays européens à inclure le Hezbollah dans cette liste. Il a déclaré qu'il a été « prouvé que le Hezbollah a perpétré l'attentat terroriste en Bulgarie, sur le sol européen, et a tué des civils innocents » il a par ailleurs déclaré « qu'aujourd'hui, il y a de nouvelles preuves des activités de cette organisation et de ses mandants iraniens à travers le monde, y compris à Chypre et au Nigeria ». Nasrallah a déclaré dans un discours diffusé en vidéo-conférence, durant lequel il a menacé de tirer des missiles sur des infrastructures civiles majeures en Israël « en cas d'attaque israélienne contre le Liban », « qu'il ne voulait pas aborder les accusations des autorités bulgares ».

#### Chypre
Le 23 mars 2013, un tribunal chypriote a reconnu coupable Hossam Taleb Yaacoub, un Libanais détenant un passeport suédois ayant reconnu être membre du Hezbollah, de cinq chefs d'accusation dont la participation à une organisation criminelle, la participation à une action criminelle, blanchiment d'argent et « préparation d'attaques contre des intérêts israéliens dans l'île ». Il a été condamné à 4 ans de prison le 28 mars. Des diplomates européens ont considéré que cette condamnation pourrait « infléchir la balance » pour que le Hezbollah soit inscrit sur la liste des organisations considérées comme terroristes par l'Union européenne. Le porte-parole de l'ambassade allemande à Washington a déclaré que la « tendance générale » était d'y inscrire la branche militaire de cette organisation,.

#### Nigeria
Le 30 mai 2013, les autorités nigérianes ont annoncé l'arrestation entre le 16 et le 28 mai à Kano de trois Libanais soupçonnés d'être des membres du Hezbollah. Les trois suspects ont reconnu durant leur interrogatoire être des membres de cette organisation qui les a « entrainés au terrorisme ». Un raid de l’armée sur la résidence de l'un d'entre eux a permis de découvrir un bunker souterrain contenant de nombreuses armes et munitions dont des missiles antichars, des roquettes et des explosifs. Selon un porte-parole militaire, « les armes et les munitions devaient être utilisées contre des installations israéliennes et des intérêts occidentaux au Nigeria ». Le 29 novembre l'un des suspects a été reconnu coupable et condamné par la Haute Cour de justice nigériane à deux peines de réclusion criminelle à perpétuité.
Le 4 juillet 2013, lors d'une réunion des chefs de la sécurité du Conseil de coopération du Golfe (CCG) à Riyad, le général Khaled al Absi, ministre délégué à l'Intérieur de Bahreïn, a justifié la décision des pays du Golfe de révoquer les permis de séjour de personnes liées au Hezbollah par « la découverte de plusieurs cellules terroristes du Hezbollah dans les États du Golfe, leur participation à la formation de groupes terroristes et leur implication flagrante en Syrie ».

### En 2015

#### Chypre
En 2015, un Libano-Canadien est arrêté et condamné à six ans de prison pour soutien au Hezbollah et possession de 8,2 tonnes de nitrate d'ammonium.

### En 2019

#### Émirats arabes unis
En mars 2019, huit Libanais chiites qui seraient en lien avec le Hezbollah sont inculpés pour terrorisme par les Émirats Arabes Unis. Selon l'ONG Human Rights Watch, le procès est « entaché d'irrégularités ».

#### Royaume-Uni
En 2019, la presse révèle que le MI5 a démantelé une cellule dormante britannique liée au Hezbollah. Après des perquisitions dans la banlieue nord-ouest de Londres, plus de trois tonnes de nitrate d'ammonium, utilisé comme explosif, sont découvertes cachées dans plusieurs propriétés.

### Documentaires
- Les Scouts d'al-Mahdi, documentaire de Bruno Ulmer sur le mouvement de jeunesse du Hezbollah[325]

- Jérôme Fritel et Sofia Amara, Hezbollah, l'enquête interdite, production Magneto Presse, 2022, France 5, 3 × 52 minutes, [présentation en ligne].

### Livres
- Dominique Avon et Anaïs-Trissa Khatchadourian, Le Hezbollah : De la doctrine à l'action: une histoire du « parti de Dieu », Paris, Editions du Seuil, 2010 (ISBN 978-2-02-098252-8, présentation en ligne).
- Christophe Ayad, Géopolitique du Hezbollah, Paris, Presses universitaires de France, coll. « Géopolitiques », 2024, 205 p. (ISBN 978-2130858195, présentation en ligne).
- (en) Nicholas Blanford, Killing Mr. Lebanon : The assassination of Rafik Hariri and its impact on the Middle East, Londres-New York, Tauris, 2009, 264 p. (ISBN 978-1-84511-854-9).
- (en) Nicholas Blanford, Warriors of God : Inside Hezbollah's thirty-year struggle against Israel, New York, Random House, 2011, 522 p. (ISBN 978-1-4000-6836-4, OCLC 687653269).
- Erminia Chiara Calabrese, Militer au Hezbollah : Ethnographie d’un engagement dans la banlieue sud de Beyrouth, Paris-Beyrouth, Karthala - Institut français du Proche-Orient, 2016, 288 p. (ISBN 978-2-35159-716-3, présentation en ligne).
- Walid Charara et Frédéric Domont, Le Hezbollah : Un mouvement islamo-nationaliste, Paris, Fayard, 2004, 303 p. (ISBN 978-2-213-62009-1, présentation en ligne).
- Aurélie Daher, Le Hezbollah : Mobilisation et pouvoir, Paris, Presses universitaires de France, coll. « Proche Orient », 2014, 482 p. (ISBN 978-2-13-058282-3, lire en ligne).
- Joseph Daher, Le Hezbollah : Un fondamentalisme religieux à l'épreuve du néolibéralisme, Paris, Éditions Syllepse, 2019, 288 p. (ISBN 9782849507131, présentation en ligne).
- Michel Goya et Marc-Antoine Brillant, Israël contre le Hezbollah : Chronique d'une défaite annoncée, 12 juillet-14 août 2006, Éditions du Rocher, coll. « Lignes de feu », 2013 (ISBN 978-2-268-07442-9, présentation en ligne).
- Mona Harb, Le Hezbollah à Beyrouth (1985-2005) : De la banlieue à la ville, Paris-Beyrouth, Karthala - Institut français du Proche-Orient, coll. « Hommes et sociétés », 2010, 300 p. (ISBN 978-2-8111-0398-9, présentation en ligne).
- (en) Matthew Levitt, Hezbollah: The Global Footprint of Lebanon's Party of God, Washington, Georgetown University Press, 2013, 444 p. (ISBN 978-1-62616-201-3, DOI 10.2307/j.ctt1657v8z, lire en ligne).
- Thierry Lévy-Tadjine, Témoin au Liban avec le Hezbollah, Paris, L'Harmattan, 2008, 134 p. (ISBN 978-2-296-06619-9).
- Sabrina Mervin (dir.), Le Hezbollah : état des lieux, Sindbad - Actes Sud, coll. « L'actuel », 2008, 368 p. (ISBN 978-2-7427-7420-3).
- (en) Amal Saad-Ghorayeb, Hizbul̉lah : politics and religion, Londres, Pluto Press, coll. « Critical studies on Islam », 2002 (ISBN 978-0-7453-1793-9 et 978-0-7453-1792-2, présentation en ligne).
- Jean-Loup Samaan et François Géré, Les métamorphoses du Hezbollah, Paris, Karthala, coll. « Les terrains du siècle », 2007, 224 p. (ISBN 9782845868786, présentation en ligne).

### Travaux universitaires
- Romain Caillet, Le « Jihad chiite » en Syrie et en Irak, Blog Jihadologie, 12 avril 2018.
- (en) Simon Haddad, The origins of popular support for Lebanon's Hezbollah, Studies in Conflict & Terrorism, 2006.
- Matthieu Cimino, « Le Hezbollah et la guerre en Syrie », Revue Politique étrangère, no 2, 2016, pp. 115-127.
- (en) M. Kalb et C. Saivetz, « The Israeli—Hezbollah war of 2006 : The media as a weapon in asymmetrical conflict », Harvard International Journal of Press, 2006.